# Trận Waterloo
Trận Waterloo (phiên âm tiếng Việt: Oa-téc-lô) là trận chiến diễn ra vào ngày Chủ nhật 18 tháng 6 năm 1815, gần Waterloo, thuộc Bỉ. Quân Pháp dưới sự chỉ huy của Hoàng đế Napoleon Bonaparte đã bị đánh bại bởi hai đội quân của Liên minh thứ bảy, quân Anh- một liên minh bao gồm nhiều đơn vị từ Anh, Hà Lan, Hanover, Brunswick và Nassau, dưới sự chỉ huy của Arthur Wellesley, Công tước thứ nhất của Wellington, và quân  Phổ dưới sự chỉ huy của Thống chế Gebhard Leberecht von Blücher. Trận chiến đã đánh dấu sự kết thúc của Những cuộc chiến tranh của Napoleon.
Vào lúc Napoléon trở lại nắm quyền vào tháng Ba năm 1815, các nước chống lại ông đã thành lập Liên minh thứ bảy, và bắt đầu huy động quân đội. Hai lực lượng lớn dưới quyền chỉ huy của Wellington và Blücher đóng quân gần phía đông bắc nước Pháp. Napoléon đã dự định tấn công riêng rẽ để hi vọng  tiêu diệt họ trước khi họ kết hợp cùng các thành viên khác trong Liên minh để tiến hành một cuộc xâm lăng vào nước Pháp. Vào 16 tháng Sáu, Napoleon đã thành công trong việc tấn công lực lượng chính quân Phổ tại Trận Ligny với lực lượng chính của ông, hệ quả là quân Phổ rút lui về phía bắc vào 17 tháng Sáu, nhưng rút lui trong trật tự. Napoleon phái một phần ba lực lượng để đuổi theo quân Phổ, dẫn tới Trận Wavre với hậu quân Phổ vào 18-19 tháng Sáu và kết quả quân Phổ đã giữ 33,000 lính Pháp khiến họ không thể tham gia trận Waterloo. Cũng vào 16 tháng Sáu, một phần nhỏ quân Pháp đã tham gia Trận Quatre Bras với quân Anh. Quân Anh đã giữ khu vực của họ vào 6 tháng Sáu, nhưng sự rút lui của quân Phổ đã khiến Wellington rút về phía Bắc tới Waterloo vào 17 tháng Sáu.
Nhờ nắm được thông tin rằng quân Phổ có thể hỗ trợ ông, Wellington đã quyết định nghênh chiến tại thôn nhỏ Mont-Saint-Jean phía bên kia đường Brussels, gần làng Waterloo. Nơi ông chống lại nhiều cuộc tấn công liên tục bởi quân Phổ trong suốt buổi chiều 18 tháng Sáu, được viện trợ bởi quân Phổ, đội quân đã tấn công vào sườn quân Pháp và giáng cho Pháp nhiều thương vong. Vào buổi tối Napoleon đã tấn công quân Anh với lực lượng dự bị cuối cùng của ông, tiểu đoàn bộ binh kì cựu của Cận vệ Hoàng gia Pháp. Với việc quân Phổ phá vỡ sườn phải quân Pháp, quân Anh đã đẩy lùi Cận vệ Hoàng gia, và quân Pháp bị đánh bại.
Waterloo  là trận quyết định của Chiến dịch Waterloo và trận cuối của Napoleon. Theo Wellington, trận chiến là "điều kịch tính mà bạn chưa bao giờ gặp trong cuộc đời". Napoleon đã thoái vị bốn ngày sau, và lực lượng liên minh tiến vào Paris 7 tháng Bảy. Thất bại tại Waterloo đã kết thúc sự thống trị của Napoleon cũng như hoàng đế Pháp và đánh dấu kết thúc sự trở lại Một Trăm Ngày của ông từ nơi lưu đày. Kết thúc Đệ Nhất Đế chế Pháp và thiết lập một cột mốc quan trọng giữa những cuộc chiến kéo dài khắp châu Âu và nhiều thập kỉ hòa bình. Chiến trường được xác định vị trí ở  Braine-l'Alleud và Lasne thuộc nước Bỉ, khoảng 15 km phía nam  Brussels và khoảng 2 km từ thị trấn Waterloo. Vị trí chiến trường ngày nay nổi bật hơn hết là đài tưởng niệm Lion's Mound (Đồi Sư tử), một gò nhân tạo khổng lồ được xây dựng từ đất của chiến trường; địa hình của chiến trường gần gò chưa được bảo tồn.

## Bối cảnh lịch sử

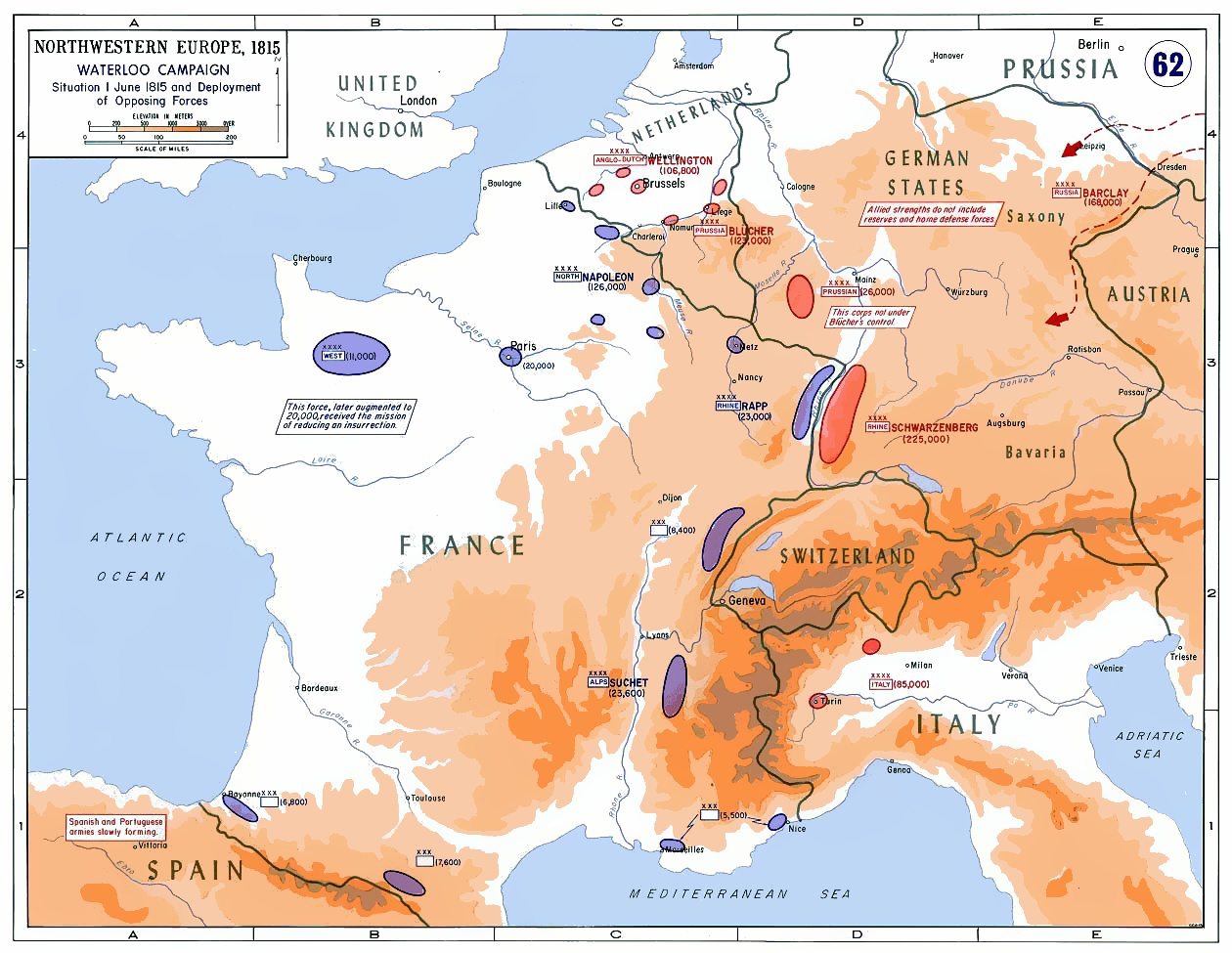
Tình hình chiến sự ở Tây Âu năm 1815: 250.000 quân Pháp phải đối mặt với một liên minh gồm khoảng 850.000 quân trên bốn mặt trận. Ngoài ra, Napoléon còn phải bắt buộc để lại 20.000 binh phía Tây nước Pháp để chống lại một cuộc khởi nghĩa của những người bảo hoàng.

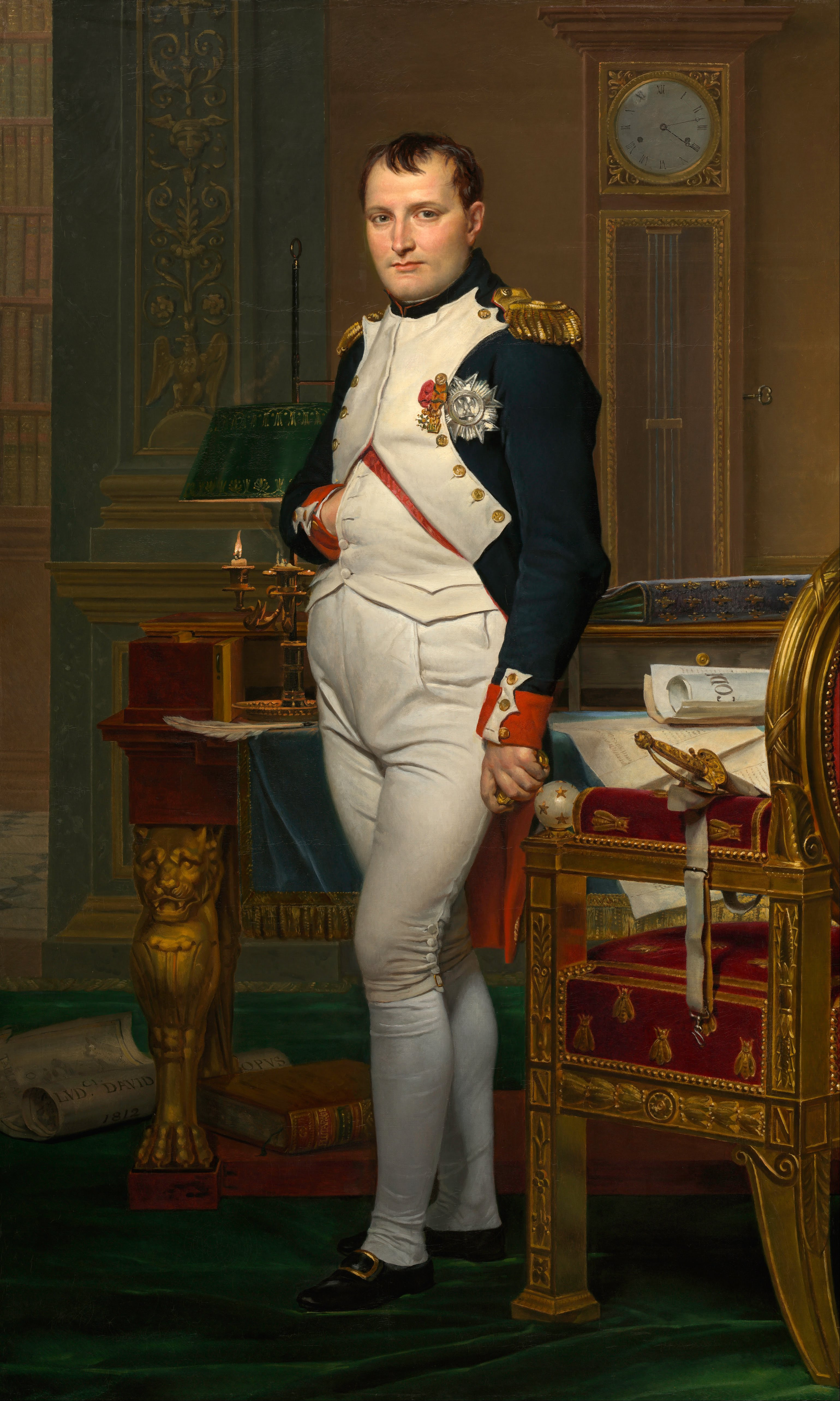
Chiến lược trỗi dậy của Napoleon là cô lập liên quân Anh và quân Phổ và tiêu diệt từng đạo quân một

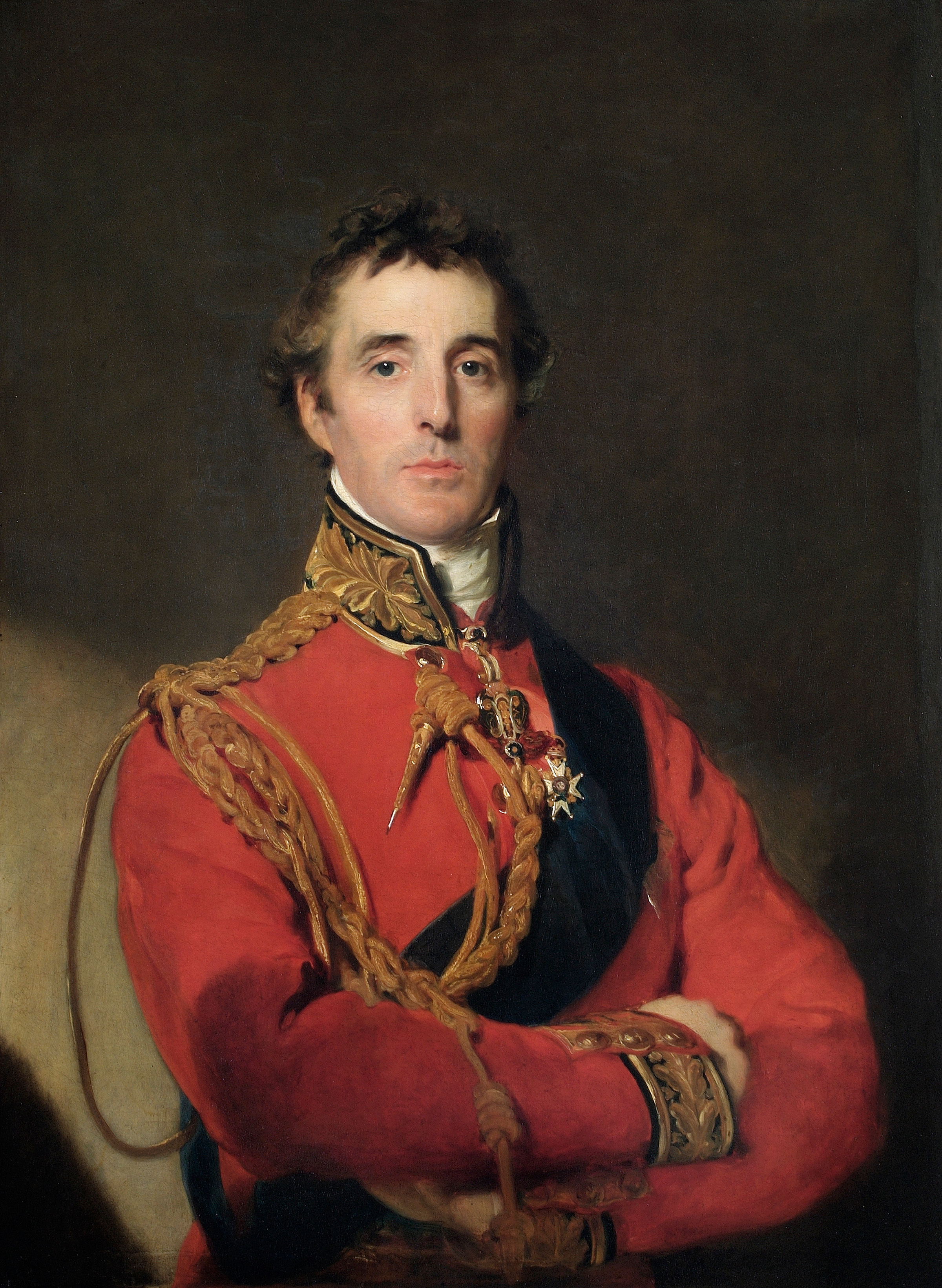
Công tước xứ Wellington, chỉ huy liên quân Anh

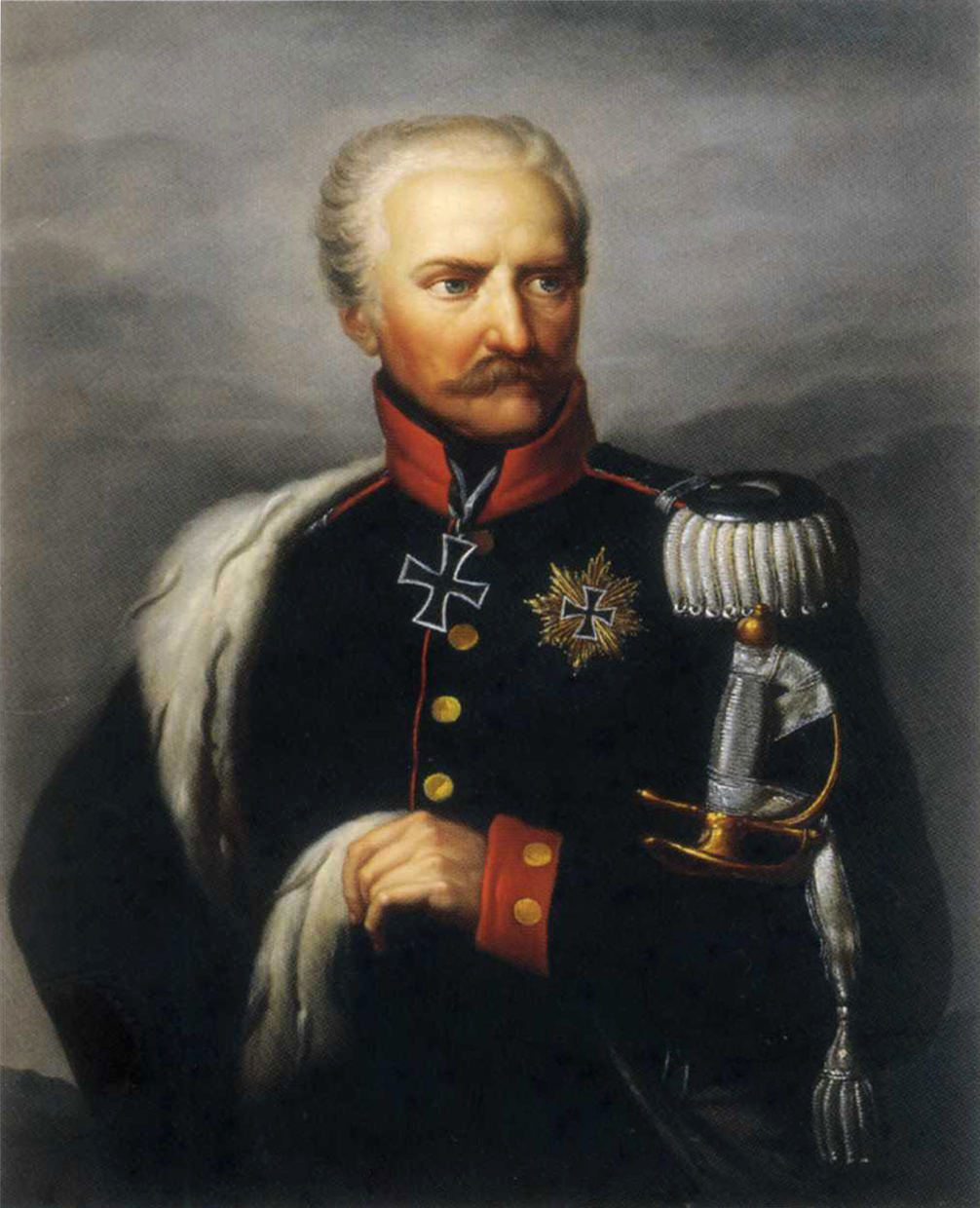
Gebhard Leberecht von Blücher, một trong những nhân vật chỉ huy quân đội Liên minh đánh bại Napoleon tại Trận Leipzig, chỉ huy của quân Phổ

Sau thất bại thê thảm của Napoléon trong cuộc xâm lược nước Nga vào năm 1812, các liệt cường châu Âu liên kết lại để cùng tấn công nước Pháp. Quân Liên minh thứ sáu đã đánh tan tác quân Pháp trong trận thư hùng đẫm máu ở Leipzig vào tháng 10 năm 1813, mang lại chiến thắng toàn diện cho ngọn lửa đấu tranh Giải phóng Dân tộc của người Đức thoát khỏi ách đô hộ của Pháp. Sau thất bại tại Leipzig, Napoléon trở về Pháp và liền phải đối phó với sự tiến công thẳng vào chính quốc Pháp của quân Liên minh thứ sáu vào năm 1814. Với chiến thắng trong trận Paris, quân sĩ Liên minh đã chiếm lĩnh được đế đô Paris trong cùng năm. Napoléon buộc phải thoái vị và bị lưu đày tới đảo Elba. Thế nhưng cựu hoàng Pháp hãy còn đầy tham vọng này không chịu ngồi yên. Biết được dân chúng Pháp vẫn ủng hộ mình, vào tháng 4 năm 1815, Napoléon đã bí mật trốn khỏi nơi giam cầm quay trở về nước. Nhận được tin, vua Louis XVIII đã cử quân đội đến bắt giữ ông. Thế nhưng trong mắt người dân và binh lính Pháp lúc bấy giờ thì Napoléon vẫn là một người anh hùng đã mang về vinh quang cho nước Pháp. Hầu hết các tướng hoặc kính phục hoặc nể sợ tài năng quân sự của Napoléon, vì thế hết đoàn quân này đến đoàn quân khác được cử đi để bắt Napoléon cuối cùng lại quay về dưới quyền chỉ huy của cựu hoàng. Chỉ trong vòng ba tuần, Napoléon đã khôi phục được Đế quyền của mình. Điều này thể hiện sự dễ dàng của giới quân sự Pháp trong việc lên nắm Triều chính.
Vào ngày 13 tháng 3 năm 1815, sáu ngày trước khi Napoléon về đến Paris, các cường quốc tại Hội nghị Viên tuyên bố ông là kẻ ngoài vòng pháp luật. Bốn ngày sau đó, Anh, Nga, Áo, Phổ cùng nhau điều động quân đội để tấn công Napoléon, với mỗi nước kể trên đều góp không dưới 15 vạn binh sĩ. Đoàn quân của họ có tổng lực là khoảng 60 vạn binh sĩ. Biết rằng khả năng dùng thương lượng để ngăn cản các nước thuộc Liên minh thứ bảy tiến công nước Pháp là không thể, Napoléon chỉ còn lại hy vọng cuối cùng là tấn công trước khi họ kết hợp với nhau. Nếu tiêu diệt được quân Liên minh ở phía nam Brussels trước khi họ được tăng viện thì Napoléon sẽ có thể buộc người Anh quay về biển và đánh bật người Phổ khỏi cuộc chiến. Một khi Anh và Phổ đã thất bại rồi thì Napoléon có thể tiến hành đàm phán với Áo và Nga để duy trì cục diện. Tuy tổng lực của liên quân Anh - Phổ mạnh mẽ hơn quân Pháp đáng kể, liên quân Anh - Phổ lại chưa tổ chức Chiến dịch kỹ lưỡng. Một điều đáng lưu ý nữa là ở Bỉ có rất nhiều người nói tiếng Pháp ủng hộ ông, một chiến thắng của Pháp có thể thúc đẩy một cuộc cách mạng thân Pháp ở đó. Quân Anh ở Bỉ cũng chỉ là lực lượng hạng hai; vì phần lớn những binh sĩ giỏi nhất của họ trong cuộc chiến ở bán đảo Tây-Bồ đã được đưa tới Hoa Kỳ cho cuộc chiến năm 1812.
Napoléon đã gây dựng được đoàn quân gồm 36 vạn quân, nhưng ông chỉ tung được 125 nghìn binh lính lên chiến địa. Chín ngày trước khi Napoléon bị đánh bại tại Waterloo, bốn liệt cường Anh, Áo, Phổ và Nga đã ký kết điều khoản cuối cùng tại Hội nghị Viên, theo đó nước Pháp phải quay trở lại đường biên giới như hồi năm 1790. Vào năm 1795, chính quyền Cách mạng Pháp đã thành công trong việc chia cắt các kẻ thù của mình, và giờ đây Napoléon mong muốn nước Pháp sẽ lập lại được thắng lợi này.

## Dạo đầu

Bản đồ chiến dịch Waterloo

Sau khi Napoléon Bonaparte trở lại nắm quyền vào năm 1815, các nước chống lại ông đã cùng nhau thành lập khối Liên minh thứ bảy, và bắt đầu điều động quân đội. Hai lực lượng lớn dưới quyền của Wellington và von Blücher tiến sát biên giới phía đông bắc nước Pháp. Napoléon quyết định tấn công để tiêu diệt họ trước khi họ kết hợp cùng các thành viên khác trong khối Liên minh để tiến hành một cuộc xâm lăng vào nước Pháp. Trận Waterloo chính là cuộc chiến quyết định trong chiến dịch Waterloo diễn ra ba ngày (từ 16-19 tháng 6 năm 1815) này. Trước đó, vài trận đánh đẫm máu đã kết thúc với thất bại của Napoléon trong việc ngăn cách các kẻ thù của ông - sự lặp lại của chiến bại của ông hồi chiến tranh Liên minh thứ sáu.
Lúc đầu, Wellington dự định chống trả lại kế hoạch bao vây của Napoléon bằng cách di chuyển tới Mons theo tuyến đường tây nam Brussels. Hành quân như vậy sẽ khiến ông bị cắt đứt liên lạc với căn cứ ở Ostend, nhưng cái lợi của nó là ông sẽ ở gần quân của Blücher hơn. Thế nhưng Napoléon đã sử dụng gián điệp khiến Wellington nảy sinh mối lo sợ về việc đánh mất con đường tiếp vận từ các cảng biển. Sau đó ông chia quân thành ba đạo: cánh trái do thống chế Ney chỉ huy, cánh phải do thống chế Grouchy chỉ huy và quân dự phòng do chính ông chỉ huy. Ngày 15 tháng 6, quân Pháp vượt biên giới gần Charleroi và tiêu diệt các tiền đồn của quân Liên minh, giúp Napoléon chiếm được vị trí giữa Wellington và Blücher để ngăn họ hội quân với nhau.
Chỉ đến cuối đêm 15 tháng 6 thì Wellington mới xác định rõ mũi tấn công chính của quân Pháp là ở Charleroi. Tới đầu ngày 16 tháng 6 thì ông nhận được công hàm của Quận công xứ Orange (danh hiệu của Vương công Hà Lan lúc đó) là Willem và rất choáng váng trước tốc độ tiến quân của Napoléon. Ông vội đưa quân tới Quatre Bras, nơi Quận công xứ Orange đang trấn thủ cùng với lữ đoàn của Quận công Bernhard xứ Saxe-Weimar chống lại cánh quân của tướng Ney. Ney nhận lệnh phải chiếm giao lộ ở Quatre Bras để nếu cần thiết có thể kéo quân về phía đông hợp cùng Napoléon.
Ngày 16 tháng 6 quân Pháp bắt đầu tiến công Quatre Bras và Ligny gần Xombreffe. Tại Quatre Bras, Thống chế Michel Ney cho quân mở cuộc công kích mãnh liệt vào các vị trí quân Anh nhưng ông đã gặp phải sức kháng cự mạnh mẽ. Suốt cả ngày hôm đó mặc dù bị tổn thất tới 4.500 người nhưng quân Anh vẫn giữ vững trận địa và sau đấy để bảo toàn lực lượng Wellington rút dần lực lượng về Waterloo. Trong cùng lúc này thì Napoléon tiến đánh quân Phổ trước. Vào ngày 16, với quân dự bị và cánh phải, ông đánh bại quân Phổ của tướng Blücher tại Trận Ligny. Ở Ligny tình hình lại khác. Đây là hướng tiến công do thống chế Grouchy đảm nhiệm và Napoléon trực tiếp theo dõi. Bốn quân đoàn Phổ dưới sự chỉ huy của Blücher chiến đấu một cách yếu dần và cuối cùng bị quân Pháp đẩy ra khỏi các trận địa phòng ngự. Tại đây, quân Phổ vừa bị thương vong, vừa bị bắt làm tù binh tới 20.000 người. Trung quân của quân Phổ phải lùi bước trước những đợt tấn công mạnh mẽ của quân Pháp, nhưng hai cánh của họ vẫn giữ được vị trí. Trong lúc đó thì Ney giao chiến với Quận công Orange tại giao lộ Quatre Bras. Khi quân của Quận công Orange đang dần bị đẩy lui thì Wellington kịp tới chi viện và đánh bật Ney để chiếm lấy giao lộ vào đầu buổi tối cùng ngày. Thế nhưng đã quá trễ để chi viện cho quân Phổ, lúc này đã bị đánh bại. Thất bại của quân Phổ khiến Wellington không thể trụ lại Quatre Bras nữa, vì vậy mà ông đã cho quân rút về phía bắc trong ngày hôm sau, tới một vị trí phòng thủ mà ông đã trinh sát được vào năm ngoái: dãy đồi Mont-Saint-Jean, phía nam làng Waterloo và rừng Sonian.
Việc rút lui của quân Phổ khỏi Ligny đã không bị quân Pháp ngăn trở, và có lẽ cũng không được họ chú ý kỹ. Phần lớn hậu quân Phổ vẫn giữ vị trí cho tới nửa đêm, và một số đơn vị không di chuyển cho tới sáng hôm sau, hoàn toàn bị quân Pháp phớt lờ. Sự thiếu cảnh giác của quân Pháp đã khiến quân Phổ có được một quyết định chiến thuật quan trọng là không rút về phía đông theo dọc đường dây liên lạc của họ. Thay vì vậy, họ di chuyển về phía bắc, song song với hướng di chuyển của Wellington, vẫn trong khoảng cách nhận tiếp vận và giữ liên lạc với ông ta. Quân Phổ tập trung quanh quân đoàn IV của Von Bülow, vốn không phải tham chiến ở Ligny và đóng tại một vị trí vững chãi ở phía nam Wavre. Paul K. Davis cho rằng việc tướng Ney không chiếm sớm được giao lộ Quatre Bras chính là nguyên nhân khiến quân Pháp không đánh lui được quân Phổ một cách hiệu quả. Nếu làm được việc đó, Ney có khả năng nhanh chóng tới trợ chiến cùng Napoléon để tấn công vào sườn của quân Phổ, qua đó chí ít cũng làm họ phải rút chạy về phía đông.
Với cả hai trận đánh ác liệt tại Ligny và Quatre Bras, Napoléon đã thất bại trong việc chia rẽ các kẻ thù của ông. Ông cùng quân dự bị khởi hành muộn vào ngày 17 tháng 6 và hợp cùng tướng Ney ở Quatre Bras, dự định tiến đánh Wellington, nhưng lúc này ông đã rút quân. Quân Pháp đuổi theo Wellington, nhưng cả hai bên chỉ có một cuộc đụng độ kỵ binh chớp nhoáng tại Genappe vừa khi trời đêm đổ mưa. Trước khi rời Ligny thì Napoléon đã lệnh cho Grouchy, tướng chỉ huy cánh phải, mang 33.000 quân đuổi theo quân Phổ đang rút lui. Việc khởi hành muộn, sự thiếu chắc chắn về hướng di chuyển của quân Phổ, và sự mơ hồ trong các mệnh lệnh đã khiến Grouchy không kịp ngăn cản quân Phổ tới Wavre, nơi mà từ đó họ có thể tiến quân để hỗ trợ Wellington. Vào cuối ngày 17, quân của Wellington đã tới vị trí định trước ở Waterloo, với đại quân của Napoléon bám theo sau. Quân Phổ của Blücher thì đang ở xung quanh Wavre, khoảng tám dặm về phía đông thành phố.

## Lực lượng các bên
Có ba lực lượng chính tham gia vào trận đánh: "Tập đoàn quân Bắc" của Pháp (Armée du Nord) dưới quyền Napoléon I, một lực lượng quân đội đa quốc gia dưới quyền Wellington và quân Phổ dưới quyền Blücher. Quân Pháp có khoảng 69.000 người, gồm 48.000 bộ binh, 14.000 kỵ binh, và 7.000 pháo binh, cùng 250 khẩu pháo. Napoléon đã từng dùng lệnh cưỡng bách tòng quân trong quá khứ, nhưng ông không sử dụng phương pháp này vào năm 1815. Tất cả binh sĩ của Napoléon lúc đó đều là các cựu binh lão luyện từng tham chiến cùng ông ít nhất là một chiến dịch trước đây, và nay họ đều tự nguyện trở về dưới trướng ông. Lực lượng quân kỵ binh của Napoléon rất đông đảo và mạnh mẽ, gồm 14 trung đoàn Thiết Kỵ binh và bảy trung đoàn kỵ binh đánh giáo. Do đó, đoàn binh mà Napoléon dẫn đầu trong trận chiến Waterloo trở thành một trong những đội quân tinh nhuệ nhất trong suốt cuộc đời võ nghiệp của ông. Quân Liên minh lúc đó không có binh sĩ giáp nặng và Wellington cũng chỉ có một ít kỵ binh đánh giáo.
Wellington tự nhận về lực lượng của mình là "tệ hại, yếu đuối, trang bị kém và ban chỉ huy rất thiếu kinh nghiệm". Ông có trong tay 67.000 quân, gồm 50.000 bộ binh, 11.000 kỵ binh và 6.000 pháo binh, với 150 khẩu pháo. 25.000 binh sĩ trong lực lượng của ông là người Anh và 6.000 thuộc Quân đoàn Đức của Nhà vua (King's German Legion, một đội quân Anh mà thành phần gồm những người Đức lưu vong). Tất cả binh sĩ Anh đều là lính thường trực, và chỉ có 7.000 trong đó từng tham chiến ở bán đảo Iberia. Ngoài ra thì 17.000 binh sĩ là từ Hà Lan và Bỉ, 11.000 từ Hanover, 6.000 từ Brunswick và 3.000 từ Nassau. Thời kỳ chiến tranh ở bán đảo Tây-Bồ, Napoléon rất khinh suất Wellington, và bản thân ông phải nổi giận khi bị Hoàng đế nước Pháp gọi là "tên tướng sepoy", ám chỉ hồi trước Wellington làm tư lệnh quân đội Anh tại Ấn Độ. Napoléon I thậm chí còn tin chắc là quân Pháp sẽ chiến thắng ở bán đảo Tây-Bồ vào năm 1810. Tuy nhiên, vào năm 1815, Napoléon đã có thay đổi: những chiến thắng liên tiếp của quân đội Wellington trên bán đảo Tây-Bồ đã khiến ông lo sợ Công tước Wellington.
Nhiều binh sĩ trong quân đội của Wellington còn khá thiếu kinh nghiệm. Quân đội Hà Lan mới được tái thành lập vào năm 1815, sau khi Napoléon thất bại. Ngoại trừ quân Anh và lực lượng đến từ Hanover và Brunswick từng chiến đấu ở Tây Ban Nha cùng quân Anh, phần còn lại của quân đội Liên minh này là những người từng đứng trong hàng ngũ quân Pháp và các đồng minh của Napoléon. Wellington cũng không có đủ kỵ binh, chỉ có bảy trung đoàn từ Anh và ba trung đoàn kỵ binh Hà Lan. Công tước xứ York đã áp đặt nhiều vị sĩ quan của mình cho Wellington, trong đó có vị phó chỉ huy chỉ đứng hàng thứ hai sau ông là Bá tước xứ Uxbridge. Vị này chỉ huy kỵ binh và được Wellington cho phép triển khai kế hoạch của đội quân này theo ý mình. William cũng giao cho Vương công Frederik của Hà Lan (em của Quận công xứ Orange) đóng 17.000 quân tại Halle, cách chiến trường tám dặm về phía tây. Họ không tham gia trận đánh mà đóng ở đó để đề phòng khi trận đánh thất bại và Wellington phải rút lui.
Quân Phổ thì đang trong công cuộc tái tổ chức. Số kỵ binh mà Blücher có trong tay còn khá non kinh nghiệm và thiếu trang bị. Pháo binh cũng đang trong quá trình cải tổ và không đạt hiệu quả tối đa; pháo và các thiết bị vẫn còn phải vận chuyển từ xa tới trong và sau trận đánh. Mặc dù có những thiếu hụt như vậy nhưng ban chỉ huy của quân Phổ rất chuyên nghiệp và tài giỏi. Các sĩ quan này được đào tạo từ bốn trường được phát triển chính cho mục đích chiến tranh với Napoléon và vì vậy đều trải qua quá trình huấn luyện tương tự nhau. Hệ thống vững chắc này là tương phản với những mệnh lệnh mơ hồ và mâu thuẫn trong quân Pháp. Hệ thống này giúp đảm bảo cho ba phần tư binh sĩ của họ tập trung chăm chú suốt 24 giờ trước trận Ligny, và sau khi bại trận thì quân Phổ vẫn bảo đảm vấn đề tiếp vận, tập hợp lại và tiến về Waterloo trong vòng 48 giờ. Hai quân đoàn rưỡi của quân Phổ (48.000 quân) đã tham chiến ở Waterloo. Hai lữ đoàn của Friedrich von Bülow thuộc quân đoàn IV tấn công tướng Lobau (tức Georges Mouton) vào lúc 16 giờ 30, còn quân đoàn I của Bá tước Zieten (Hans Ernst Karl) và quân đoàn II của Georg von Pirch thì tham chiến vào lúc 18 giờ.

## Chiến trường

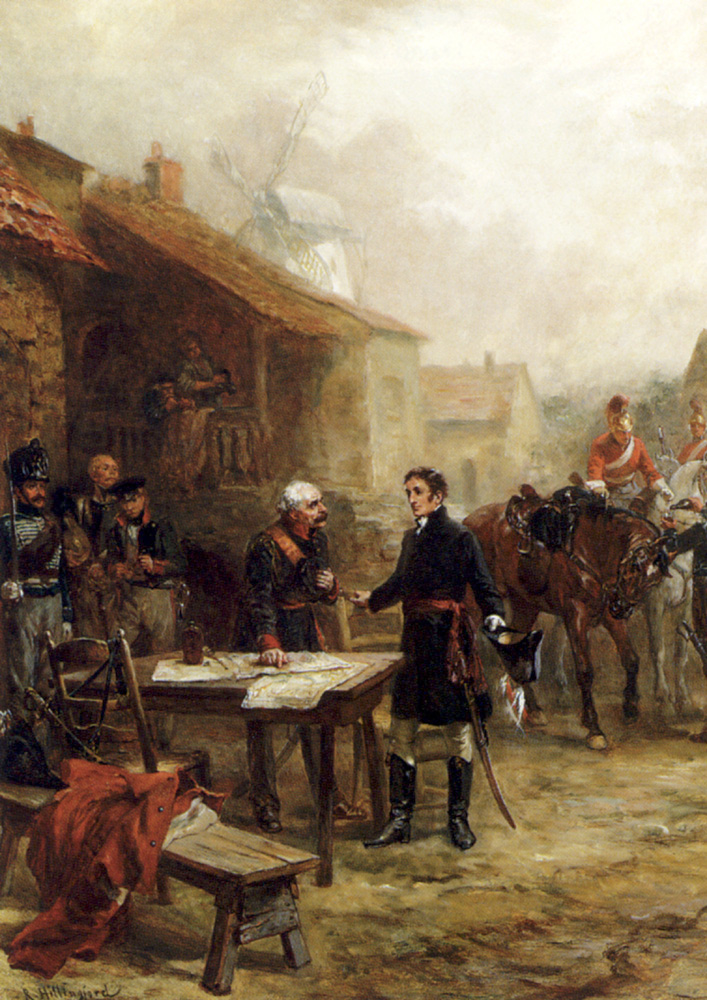
Wellington và tướng Blucher của Phổ gặp nhau trước trận đánh.

Công tước Wellington đã chọn phía nam ngôi làng Waterloo để làm nơi quyết chiến. Quân Anh đóng ở phía bắc chiến trường, đối diện với họ là quân Pháp do Napoléon chỉ huy. Vốn là một nhà quân sự tài năng, Wellington hiểu rằng, với đội quân thiếu kinh nghiệm chiến đấu mà ông đang nắm trong tay, đối đầu trực diện với Napoléon là tự sát. Vì thế, Wellington đã chọn biện pháp phòng thủ và chiến trường Waterloo là một địa điểm rất phù hợp với ý đồ này.
Waterloo là một vị trí phòng thủ vững chãi. Nó bao gồm một dãy đồi chạy theo hướng đông-tây, vuông góc và bị cắt làm hai bởi tuyến đường chính dẫn tới Brussels. Dọc theo phần đỉnh của dãy đồi là con đường mòn Ohain. Gần giao lộ với con đường Brussels là một cây du, cũng là vị trí trung tâm của Wellington và là nơi ông đóng tại đó để chỉ huy trong gần cả ngày. Wellington dàn quân bộ binh ngay phía sau đỉnh dãy đồi, theo đường Ohain. Dùng sườn dốc ngược, như cách mà ông đã từng làm trước đây, Wellington che giấu được quân lực của mình, ngoại trừ các lính bắn súng quấy nhiễu và các pháo binh (các lính bắn súng quấy nhiễu thì phải hoạt động ở chiến trường mở, còn pháo binh thì phải nã từ trên cao xuống mới có hiệu quả cao). Chiều dài của chiến trường cũng là khá ngắn, chỉ khoảng 2,5 dặm (4,0 km). Điều này giúp Wellington có thể bố trí quân lực một cách có chiều sâu, và ông đã thực hiện như vậy với cánh phải và trung tâm, hướng về làng Braine-l'Alleud. Ở cánh trái thì ông bố trí mỏng hơn, với hy vọng quân Phổ sẽ đến trợ chiến kịp thời.

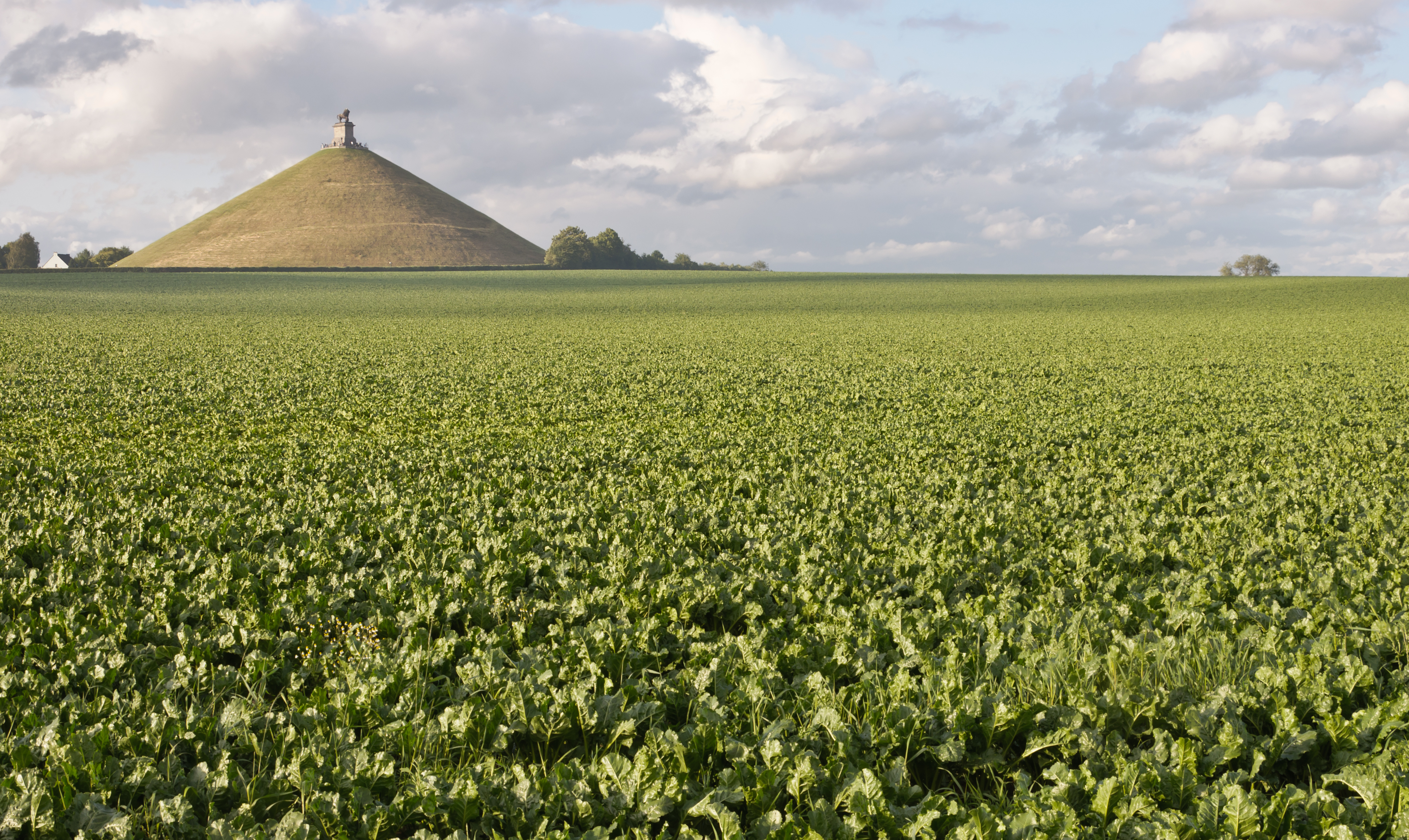
Vùng đất diễn ra trận đánh ngày nay đã rất khác xưa, trong hình là Đồi Sư tử, một công trình tưởng niệm.

Phía trước đỉnh đồi, có ba vị trí có thể gia cố để phòng thủ. Một ở xa phía cánh phải là lâu đài, khu vườn và thái ấp Hougoumont. Đó là một khu nhà kiểu đồng quê to lớn và được xây cất cẩn thận, được che giấu dưới cây cối. Khu nhà hướng về phía bắc dọc một đường mòn trũng bị che phủ mà có thể được tiếp tế. Ở phía cực trái là làng nhỏ Papelotte. Cả Hougoumont và Papelotte đều được gia cố và đưa người tới để trấn thủ, điều này giúp các sườn của quân Wellington trở nên vững vàng hơn. Ở phía tây đường chính, và phía trước phần còn lại của lực lượng của Wellington, là nông trang và thái ấp La Haye Sainte, nơi được gia cố với 400 Khinh Bộ binh của Quân đoàn Lê dương Đức của Nhà vua. Bên kia đường là một mỏ cát bỏ hoang, nơi lữ đoàn thiện xạ 95 được bố trí để bắn từ xa. Với các vị trí như vậy thì đội quân tấn công vào sẽ gặp nhiều khó khăn. Nếu muốn chọc sườn vào bên phải sẽ phải chạm trán với cứ điểm Hougoumont, nếu muốn đánh vào bên phải của khu trung tâm sẽ phải di chuyển giữa hai làn đạn từ Hougoumont và La Haye Sainte. Tấn công vào bên trái của khu trung tâm sẽ phải chịu sự tấn công từ La Haye Sainte và mỏ cát liên hợp với nó, còn nếu muốn thọc sườn từ cánh trái thì sẽ phải chiến đấu trên những đường phố và hàng rào của Papelotte, và một số mảnh đất rất ướt.
Quân Pháp bố trí trên những sườn dốc của một dãy đồi khác về phía nam. Napoléon không thể nhìn thấy các bố trí của Wellington, vậy nên ông dàn quân đối xứng theo tuyến đường Brussels. Ở cánh phải là quân đoàn I của tướng d'Erlon với 16.000 bộ binh và 1.500 kỵ binh, cộng thêm một đội kỵ binh dự bị 4.700 người. Ở cánh trái là quân đoàn II của tướng Honoré Charles Michel Joseph Reille với 13.000 bộ binh và 1.300 kỵ binh, cộng thêm một đội kỵ binh dự bị 4.600 người. Ở trung tâm, phía nam quán trọ La Belle Alliance là đội quân dự bị, bao gồm quân đoàn VI của tướng Lobau với 6.000 người, 13.000 bộ binh thuộc Đội Cận vệ và 2.000 kỵ binh dự bị. Ở phía sau bên phải của quân Pháp là làng lớn Plancenoit, và ở tận cùng bên phải là rừng Bois de Paris. Lúc đầu Napoléon chỉ huy cuộc chiến từ nông trại Rossomme, nơi ông có thể bao quát trận chiến, nhưng tới đầu buổi chiều thì chuyển tới một vị trí gần La Belle Alliance. Khi đó ông đã bị khuất tầm nhìn chiến trường và quyền chỉ huy trực tiếp được giao cho Ney.

## Trận đánh

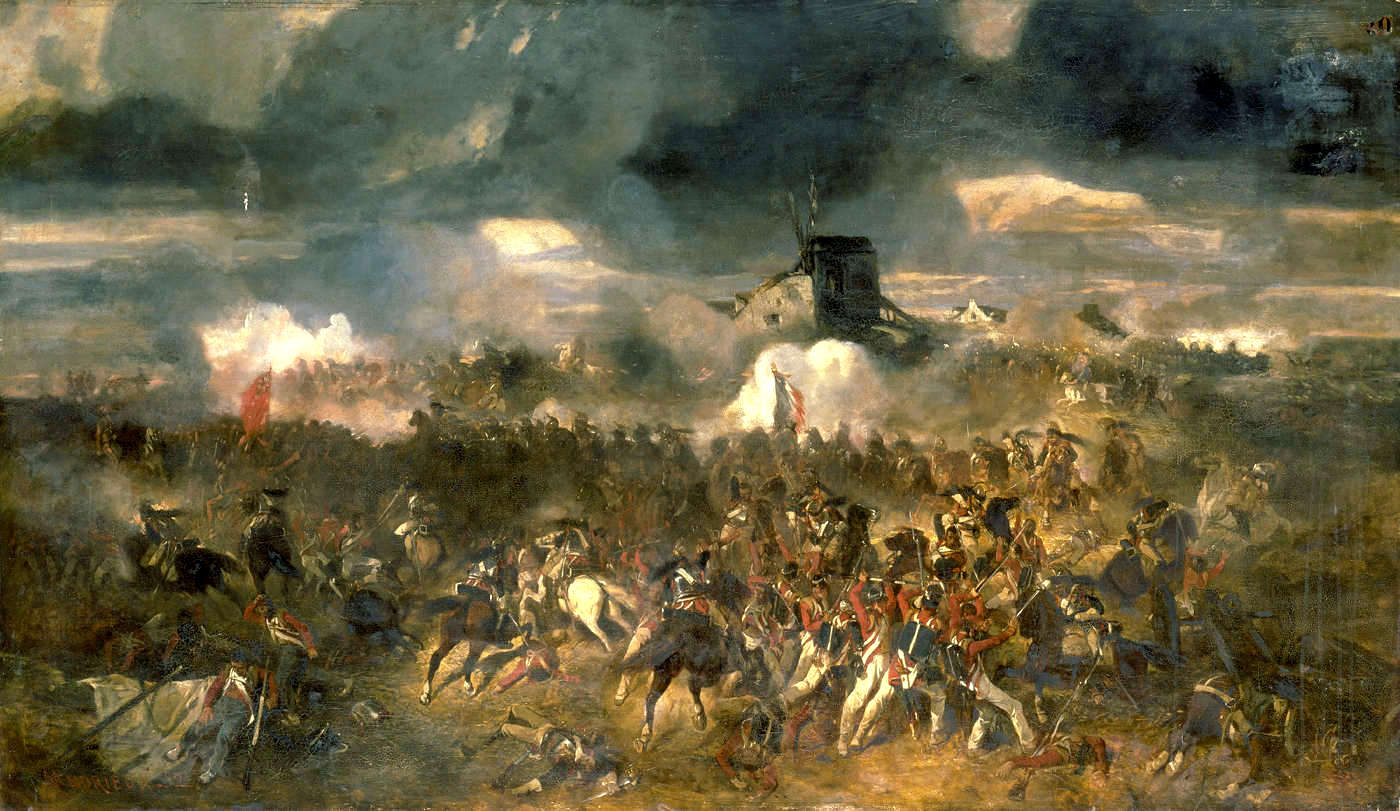
Kỵ binh Pháp giao chiến với bộ binh Anh ở Waterloo

Wellington nhận được tin phúc đáp từ Blücher, hứa sẽ mang ba quân đoàn tới giúp ông, đi tiên phong là quân đoàn IV dưới quyền Bülow. Vào lúc 11 giờ, Napoléon vạch ra một kế hoạch tổng thể cho trận đánh: sư đoàn của Jerome sẽ tấn công Hougoumont để thu hút quân dự bị của Wellington, các đại pháo sẽ nã vào trung tâm của quân Wellington từ 13 giờ, còn quân đoàn của d'Erlon sẽ phá vỡ cánh trái của Wellington để bao vây liên quân từ đông sang tây. Mục tiêu chủ đạo của kế hoạch này là đẩy quân Wellington về hướng biển, cách xa quân Phổ.
Napoléon trì hoãn trận đánh đến trưa ngày 18 tháng 6 để chờ mặt đất khô ráo. Chính việc này tạo điều kiện cho quân Phổ của Blücher có thêm thời gian để chi viện cho quân Anh. Quân của Wellington, bố trí dọc tuyến đường Brussels trên dốc núi Mont-Saint-Jean, đã chống trả nhiều đợt tấn công dữ dội của quân Pháp. Nhờ có sự triển khai đội hình đúng đắn của quân Anh, quân Pháp không những bị đánh lui mà còn bị tổn hại nặng nề. Trong những đợt công kích của mình, quân lính Pháp đã chiến đấu hết sức dũng mãnh, nhưng không vượt qua được sức kháng trả ngoan cường, bền bỉ của lực lượng bộ binh Anh. Không những lực lượng bộ binh mà kỵ binh cũng cống hiến to lớn đến chiến thắng rực rỡ của Quân đội Anh trong trận này. Quân Kỵ binh của Quận công Wellington dũng mãnh trong khi Napoléon I thiếu Kỵ binh tinh nhuệ kể từ sau thất bại trong Chiến dịch nước Nga (1812). La Sainte Haye và Hougoumont trở thành hai chiến địa ác liệt nhất tại Waterloo, khi hai bên đều tàn sát nhau dữ dội. Sau khi binh lính Pháp luôn thất bại trong việc công kích quân Anh, thắng lợi huy hoàng về mặt phòng ngự của Wellington thể hiện sức chiến đấu mãnh liệt của cả những người lính kém cỏi trong quân đội của ông. Cho đến chiều tối, quân Phổ kéo tới và xuyên thủng cánh phải của Napoléon. Một cuộc tiến công của đội Cận Vệ Đế chế cũng bị quân Anh đánh bại hoàn toàn. Thế rồi, quân của Wellington cũng phản công và khiến quân Pháp phải rút lui trong rối loạn. Quân Pháp bị tổn thất rất nặng nề trong cuộc tháo chạy, còn Napoléon I chạy về Paris. Thắng lợi tại Waterloo khắc họa hiệu quả của sự bố trí tuyến quân của Wellington.
Hougoumont và La Sainte Haye sẽ là nơi mà hai bên tàn sát nhau đẫm máu hơn cả trong suốt trận thư hùng ác liệt này. Nhìn chung, trong suốt trận chiến, quân Anh đã đạt được chiến thắng to lớn về mặt phòng vệ, trước khi quân Phổ kéo tới gây bất lợi nghiêm trọng cho quân Pháp. Napoléon I, vốn dĩ đã không thể đánh bại quân Anh, đã thất bại hoàn toàn trong đợt tiến công cuối cùng của đội Cận vệ của ông nhằm vào các binh sĩ Anh. Quân Liên minh truy đuổi sau đó tiến vào Pháp và phục hồi vương vị cho Louis XVIII. Vào ngày 3 tháng 7 năm 1815, phát huy đại thắng ở Waterloo, quân Đồng Minh đã chiếm cứ được đế đô Paris, đánh dấu sự chấm dứt những cuộc chiến tranh của Napoléon. Napoléon không thể giữ được ngôi vị, ông phải thoái vị và bị lưu đày tới đảo Saint Helena, nơi ông qua đời vào năm 1821. Với thất bại của ông, trận chiến Waterloo đã định đoạt số phận của nước Pháp khi ấy. Vương triều Một Trăm ngày của Napoléon I, mở đầu với thắng lợi, đã kết thúc bằng chiến bại tại Waterloo đầy thảm họa của ông, đi đôi với sự tan rã bất ngờ của đoàn binh của ông.
|  |

### Hougoumont
Sử gia Andrew Robert ghi nhận rằng: "Một điều thú vị về trận chiến Waterloo là không ai biết chắc được về thời điểm bắt đầu của nó". Wellington ghi lại trong các báo cáo của mình về trận đánh rằng "vào lúc 10 giờ sáng (Napoléon) đã mở một đợt tấn công ác liệt vào cứ điểm của quân ta tại Hougoumont". Một số nguồn lại ghi nhận rằng cuộc giao chiến bắt đầu lúc 11 giờ 30 ngày hôm ấy. Căn nhà và khu vực xung quanh nó được phòng thủ bởi bốn trung đội Cận vệ, còn khu rừng và công viên được gác bởi quân Jäger xứ Hanover và lực lượng 1/2 xứ Nassau. Đợt tấn công đầu tiên từ lữ đoàn của Bauduin đã dọn quang khu rừng và công viên, nhưng bị chặn lại bởi pháo kích của quân Anh, còn bản thân Bauduin đã tử trận. Khi pháo binh của quân Anh bị lôi kéo vào một cuộc đấu pháo với pháo binh Pháp, một đợt tấn công thứ hai từ lữ đoàn của Soye (và những binh sĩ còn sót lại từ lữ đoàn của Bauduin) đã tới được cổng phía bắc của khu nhà. Một vài lính Pháp đã lọt được vào trong sân, trước khi cổng bị đánh chiếm lại. Lữ đoàn Cận vệ Coldstream 2 và quân Cận vệ 2/3 kịp tới và đẩy lui cuộc tấn công.

Cổng phía bắc Hougoumont, nơi xảy ra nhiều trận đụng độ dữ dội

Cuộc chiến tiếp tục diễn ra xung quanh Hougoumont suốt buổi chiều. Quân Pháp đổ xô tới khu vực xung quanh nó và tiến hành những cuộc tấn công phối hợp để chống lại binh sĩ liên quân ở Hougoumont. Quân của Wellington đã phòng thủ khu nhà và con đường mòn từ đó dẫn về phía bắc. Tới buổi chiều thì Napoléon đích thân hạ lệnh phải pháo kích để đốt cháy khu nhà, khiến tất cả khu đó bị tiêu hủy hết, trừ nhà thờ. Lữ đoàn của Du Plat tới phòng thủ con đường mòn, và phải làm chuyện đó mà không có sĩ quan cấp cao nào. Cuối cùng thì họ cũng được trợ chiến bởi trung đoàn bộ binh 71 của Anh. Sau đó có thêm lữ đoàn xứ Hanover của Hugh Halkett tới, và liên quân giữ được Hougoumont cho tới hết trận đánh. Wellington và tướng Macready đã dành nhiều lời bình luận về trận chiến ác liệt ở Hougoumont.
Cuộc chiến ở Hougoumont thường được nhìn nhận là một cuộc tấn công để thu hút lực lượng dự bị của Wellington, nhưng sau đó tiến triển thành một cuộc giao tranh kéo dài cả ngày và thu hút cả lực lượng dự bị của Pháp. Thực ra, có thể tin được rằng cả Napoléon và Wellington đều cho rằng việc chiếm giữ Hougoumont là điều then chốt để giành lấy chiến thắng trong cả trận đánh. Hougoumont là một nơi trên chiến trường mà Napoléon có thể quan sát rõ, và ông đã liên tục dồn quân tới đó cùng khu vực phụ cận trong suốt cả buổi chiều (tổng cộng là 33 tiểu đoàn và 14.000 binh sĩ). Tương tự như vậy, mặc dù chưa từng dồn một số lượng quân lớn vào bên trong khu nhà nhưng Wellington cũng đã đưa 21 tiểu đoàn (12.000 quân) tới trong cả buổi chiều để bảo vệ con đường mòn, giúp chuyển vận quân sĩ và đạn dược tới khu nhà. Ông cũng đã đưa một số pháo binh từ trung tâm đến yểm trợ Hougoumont, và sau đó thừa nhận rằng chiến thắng của trận chiến phụ thuộc vào việc giữ được cổng Hougoumont.

### Đợt tấn công bộ binh đầu tiên của Pháp
80 đại pháo thuộc Đại khẩu đội (grande batterie) của Napoléon được đưa vào trung tâm. Chúng bắt đầu khai hỏa vào lúc 11 giờ 50, theo Rowland Hill (chỉ huy quân đoàn II của liên quân), trong lúc các nguồn khác cho rằng thời điểm chính xác là từ sau giữa trưa đến 13 giờ 30. Các đại pháo này đều khá xa nên khó bắn chính xác, và từ vị trí của họ thì chỉ thấy được duy nhất sư đoàn Hà Lan (hầu hết quân đội liên quân đã được Wellington bố trí ở bên kia đồi, khuất tầm quân Pháp). Thêm vào nữa là mặt đất mềm đã khiến đạn không nảy được xa, và cách bố trí của pháo binh Pháp là chia ra bao vây lực lượng của liên quân, nên mật độ các phát bắn không dày đặc. Ý định của Napoléon không phải là để gây tổn thất nặng nề cho đối thủ (vì muốn như vậy thì phải cất công tìm một vị trí bắn thuận lợi hơn), mà là để gây bất ngờ và làm ảnh hưởng đến sĩ khí của họ.

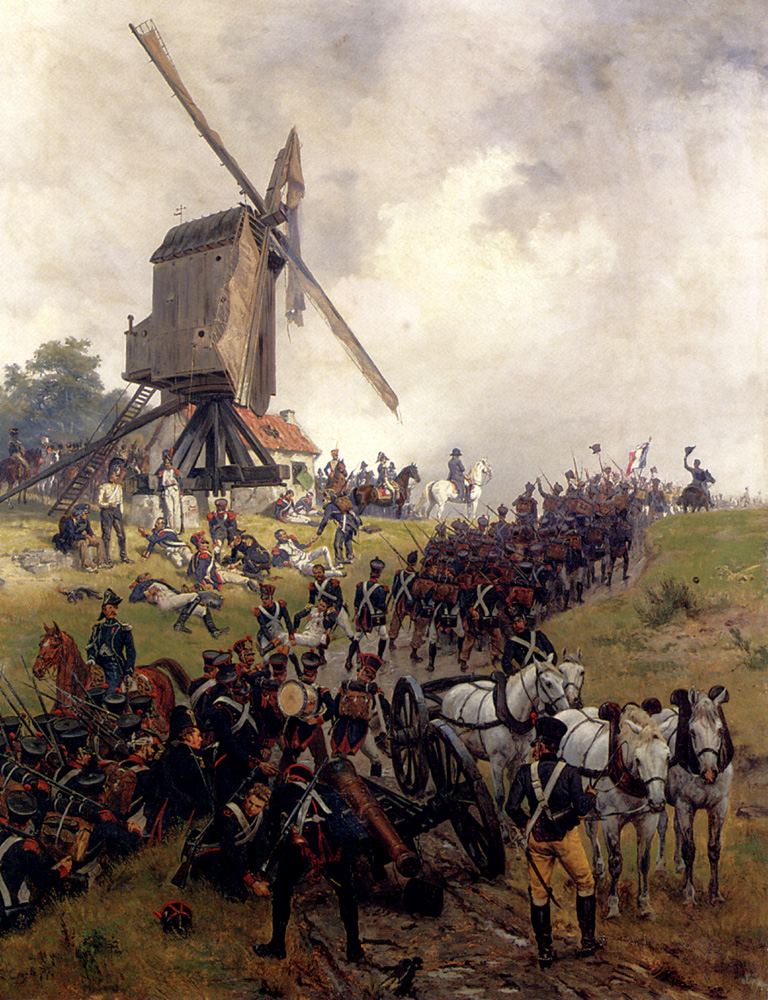
Bộ binh Pháp trong trận Waterloo. Tranh vẽ của Ernest Crofts.

Vào lúc 13 giờ, Napoléon thấy mũi tấn công đầu tiên của quân Phổ ở làng Lasne-Chapelle-Saint-Lambert, cách cánh phải của ông bốn hoặc năm dặm (khoảng ba giờ tiến quân). Napoléon liền hạ lệnh cho tướng Soult gửi thư cho Grouchy mang quân tới chiến trường tiến đánh lực lượng này của quân Phổ. Thế nhưng vào lúc đó thì Grouchy đang thi hành lệnh cũ của Napoléon và bám sát quân Phổ tới Wavre, và do đó ở quá xa chiến trường. Grouchy lúc này được bộ tướng là Gérard khuyên rằng nên "đi về hướng tiếng súng", nhưng ông vẫn làm theo lệnh cũ và đụng độ với quân đoàn III hậu quân của Phổ ở trận Wavre. Một điều nữa là thư của Soult phải tới sau 18 giờ mới tới được chỗ của Soult. Về mặt chiến lược, sự cứng nhắc của Grouchy đã khiến ông không kịp tới Waterloo để chặn đầu quân Phổ, mà chỉ bám theo sau đuôi họ, qua đó không thể thay đổi kết cục trận chiến.
Tin rằng có thể đánh thắng quân Anh trước khi quân Phổ tới, Napoléon dùng bộ binh tấn công. Khoảng sau 13 giờ một chút, quân đoàn I của Pháp bắt đầu tiến công. Tương tự Ney, d'Erlon đã từng đụng độ Wellington ở Tây Ban Nha, và biết về chiến thuật ưa thích của vị tướng Anh này là dùng một lượng lớn lính bắn súng tầm ngắn để đẩy lui đội hình dọc của bộ binh. Thay vì dùng đội hình dọc chín tầng sát nhau, mỗi sư đoàn nhận lệnh phải tiến lên theo từng tiểu đoàn một, với khoảng cách giữa các tiểu đoàn là sát nhau. Điều này giúp họ tập trung được hỏa lực, nhưng không có chỗ để thay đổi đội hình.
Lúc đầu chiến thuật này đã tỏ ra hiệu quả. Sư đoàn ở ngoài cùng bên trái, dưới quyền Donzelot, đã tiến tới La Haye Sainte. Khi một tiểu đoàn bắt đầu đụng độ kẻ địch, các tiểu đoàn theo sau tản ra về hai bên và thành công trong việc cô lập nông trại, với sự yểm trợ của lính kỵ binh giáp nặng. Quận công xứ Orange thấy rằng La Haye Sainte đã bị cắt rời ra, và cố gắng chi viện cho nó bằng cách điều tiểu đoàn xứ Hanover tới. Kỵ binh giáp nặng của Pháp nấp trong bãi rào súc vật đã phát hiện và nhanh chóng tiêu diệt hết nhóm quân này, rồi phi về phía sau La Haye Sainte tới gần sát tận đỉnh của dãy đồi, nơi họ tiếp tục bảo vệ phía trái của d'Erlon.
Lúc 13 giờ 30, d'Erlon bắt đầu tung thêm ba sư đoàn nữa vào trận, khoảng 14.000 quân trên một vùng 1.000 m để chống lại cánh trái của Wellington. Họ đã đụng độ với 6.000 quân Đồng Minh. Tuyến đầu là lữ đoàn Hà Lan 1 của Bijlandt. Tuyến hai là quân Anh và quân xứ Hanover dưới quyền Thomas Picton, người đã cho sĩ tốt ẩn nấp đằng sau đỉnh dãy đồi. Lữ đoàn của Bijlandt nhận lệnh phải để một số lính bắn súng quấy nhiễu đóng trên con đường mòn, trong khi phần còn lại của lữ đoàn sẽ nằm ngay sau con đường (họ nhận lệnh này từ lúc 9 giờ sáng).  Khi Quân đội Pháp tiến quân, binh lính mang súng của Bijlandt rút lui về phía sau và cùng Tiểu đoàn của mình bắn trả, nhưng rồi họ bị quân của d’Erlon đánh lui về phía sau. Quân Pháp sau đó tiến lên dốc, và khi đó, những chiến binh của Picton đứng dậy và bắn đầu nã đạn vào họ. Quân Pháp bắn trả và thành công trong việc gây áp lực lên quân Anh. Mặc dù ở chính giữa bị chùn bước, cánh trái của d'Erlon bắt đầu đánh tan Quân đội Anh. Picton hy sinh ngay sau khi ra lệnh phản công, và quân Anh cùng quân xứ Hanover bắt đầu phải nhường đường trước số lượng đông đảo của quân Pháp.

### Đợt xung kích của lực lượng Kỵ binh Anh
Ở trong tình thế quyết định này, Uxbridge lệnh cho hai lữ đoàn kỵ binh nặng (trước đó đã tập hợp đằng sau đỉnh đồi mà không bị quân Pháp thấy) xung kích để hỗ trợ cho lực lượng bộ binh đang chịu áp lực to lớn. Lữ đoàn 1 (còn gọi là Lữ đoàn Gia đình, tức Household Brigade) được chỉ huy bởi đại tướng Edward Somerset và bao gồm trung đoàn Cận vệ Hoàng gia 1 và 2 (Life Guards), Đội Kỵ binh Cận vệ, và Đội Long Kỵ binh Cận vệ của Đức Vua. Lữ đoàn 2 (còn gọi là Lữ đoàn Liên hiệp, tức Union Brigade) được chỉ huy bởi đại tướng William Ponsonby. Lữ đoàn này có tên gọi như vậy là vì bao gồm ba trung long kỵ binh hạng nặng tới từ ba nước khác nhau: Anh Quốc, Scotland và Ireland. Các sử gia cho rằng quân Anh có những con ngựa tốt nhất thời bấy giờ (do các nước trên lục địa đã chinh chiến suốt 20 năm qua nên chịu nhiều tổn thất về ngựa) và được huấn luyện tốt về kỹ thuật đánh kiếm trên lưng ngựa. Mặc dù vậy nhưng kỵ binh Anh lại không có khả năng chiến thuật tốt và thua hẳn quân Pháp về khả năng dàn quân trong đội hình lớn. Wellington từng nhận xét rằng: "Các sĩ quan kỵ binh của chúng tôi có biệt tài là gặp thứ gì cũng phi nước đại lên. Họ không bao giờ cân nhắc tình hình, không bao giờ nghĩ đến việc điều động binh sĩ khi gặp kẻ thù, và không bao giờ để lại quân dự bị."

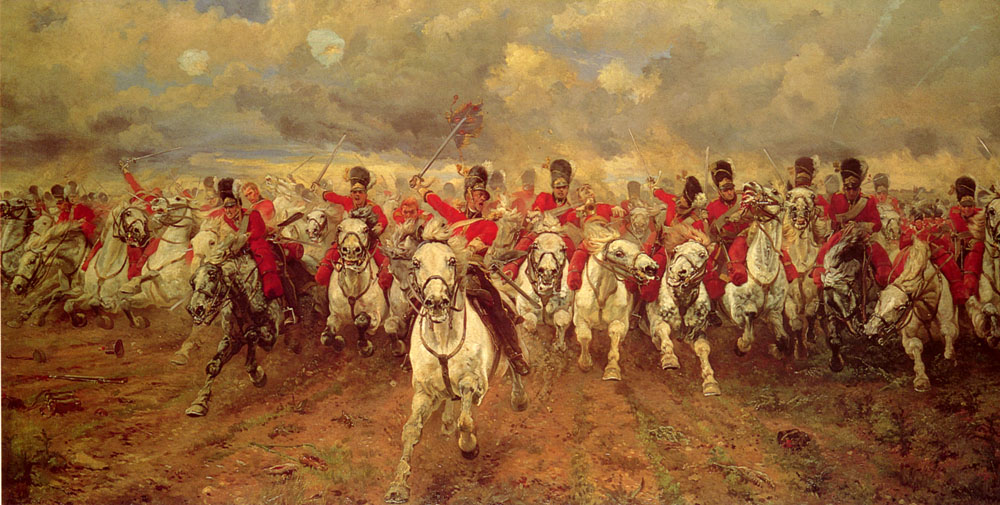
Lực lượng Kỵ binh Scotland xung kích trong trận Waterloo

Hai lữ đoàn này có khoảng 2.000 quân, và được dẫn đầu bởi chính Uxbridge. Lực lượng dự bị của họ khá ít ỏi: đội Kỵ binh Cận vệ đóng vai trò dự bị cho Lữ đoàn Gia đình, nhưng Lữ đoàn Liên hiệp thì chẳng có đội dự bị nào. Uxbridge cũng ra lệnh cho các chỉ huy lữ đoàn phải tự điều động quân mình, vì lệnh của ông có thể sẽ không tới được. Ngoài ra thì có vẻ như Uxbridge muốn chờ thêm cả lực lượng kỵ binh của Tướng John Vandeleur và Tướng Hussey Vivian, và cả đội kỵ binh của Hà Lan để hỗ trợ cho quân mình. Về sau này thì ông đã bày tỏ sự hối tiếc đối với quyết định của mình khi đó là đích thân dẫn đầu đợt xung kích, và đáng ra thì ông nên tổ chức một đội dự bị để có thể yểm trợ họ.
Lữ đoàn Gia đình vượt qua đỉnh đồi nơi quân Liên minh đang trấn thủ để tấn công xuống đồi. Lực lượng kỵ binh giáp nặng trấn thủ cánh trái của d'Erlon lúc này vẫn còn đang phân tán, bị đẩy về phía con đường mòn và phải tháo chạy. Một số kỵ binh giáp nặng Pháp bị bao vây ở bờ dốc của đường mòn, với đại bộ phận bộ binh của họ ở phía trước, lữ đoàn thiện xạ 95 nhắm bắn họ từ phía bắc, và kỵ binh của Somerset vẫn gây áp lực lên họ từ phía sau. Tiếp tục tấn công, quân ở cánh trái của Lữ đoàn Gia đình đã tiêu diệt được lữ đoàn của Aulard. Thế nhưng thay vì quay về thì họ lại tiếp tục vượt qua La Haye Sainte và phải đối mặt với lữ đoàn của Schmitz, khi mà ngựa của họ đã mệt mỏi.
Ở bên trái, Lữ đoàn Liên hiệp vượt qua quân bộ binh và bắt đầu xung kích. Đội kỵ binh Anh tiêu diệt lữ đoàn của Bourgeois, trong khi quân kỵ binh Ái Nhĩ Lan đánh bại một lữ đoàn khác thuộc sư đoàn của Quoit, còn quân kỵ binh Scotland tiêu diệt phần lớn lữ đoàn kỵ binh của Nogue. Ở tận cùng bên trái của Quận công Wellington, sư đoàn của Tướng Pierre François Joseph Durutte có thời gian để lập thành đội hình vuông và trấn thủ trước quân Scotland. Cũng như với Lữ đoàn Gia đình, các sĩ quan của Lữ đoàn Liên hiệp không thể thu quân lại được và kỵ binh Scotland tiến tới tận khu vực đặt pháo của quân Pháp. Mặc dù không có thời gian lẫn phương tiện để vô hiệu hóa các khẩu pháo hay mang chúng đi, họ đã khiến nhiều pháo thủ Pháp phải tháo chạy khỏi chiến trường.
Hoàng đế Napoléon nhanh chóng đáp trả bằng cách ra lệnh phản công với các lữ đoàn kỵ binh giáp nặng của Farine và Travers, cùng hai lữ đoàn kỵ binh đánh giáo của Jaquinot thuộc quân đoàn I. Lúc này thì kỵ binh của Anh đã sai lầm khi tiến quá xa và kết quả là họ phải gánh chịu thương vong nặng nề. Lữ đoàn Liên hiệp tổn thất nặng nề cả về binh sĩ và sĩ quan (gồm cả chỉ huy của họ là William Ponsonby và đại tá Hamilton của đội kỵ binh Scotland). Trung đoàn Cận vệ Hoàng gia 2 và Đội Long Kỵ binh Cận vệ của Đức Vua thuộc Lữ đoàn Gia đình cũng đều tổn thất nặng nề (chỉ huy của Đội Long Kỵ binh là Fuller cũng tử trận). Mặc dù vậy thì trung đoàn Cận vệ Hoàng gia 1 và Đội Kỵ binh Cận vệ vẫn còn giữ được đội hình và ít chịu thương vong. Một đợt phản công của quân Long Kỵ binh Anh và Hà Lan cùng quân Khinh Kỵ binh ở cánh trái, và làn đạn của quân Bộ binh Hà Lan ở trung tâm, đã đẩy lùi quân kỵ binh Pháp.
Có nhiều tranh cãi về sự hiệu quả mà kỵ binh phe liên quân đã tạo ra trên chiến trường, nhưng họ cũng đã đóng một vai trò nhất định. Napoléon bị bắt sống 3.000 quân, nhưng điều cốt yếu là ông đã mất nhiều thời gian, khi mà quân Phổ bắt đầu xuất hiện ở cánh phải của ông. Napoléon đưa lực lượng dự bị, gồm quân đoàn IV của Lobau cùng hai sư đoàn kỵ binh (tổng cộng khoảng 15 nghìn quân sĩ), đến cầm chân quân Phổ. Như vậy, Napoléon đã dùng toàn bộ quân dự bị của mình, ngoại trừ Đội Cận vệ, và bây giờ ông không chỉ phải đánh thắng Quận công Wellington một cách nhanh chóng, mà còn với số lượng ít hơn.

### Kỵ binh Pháp tấn công

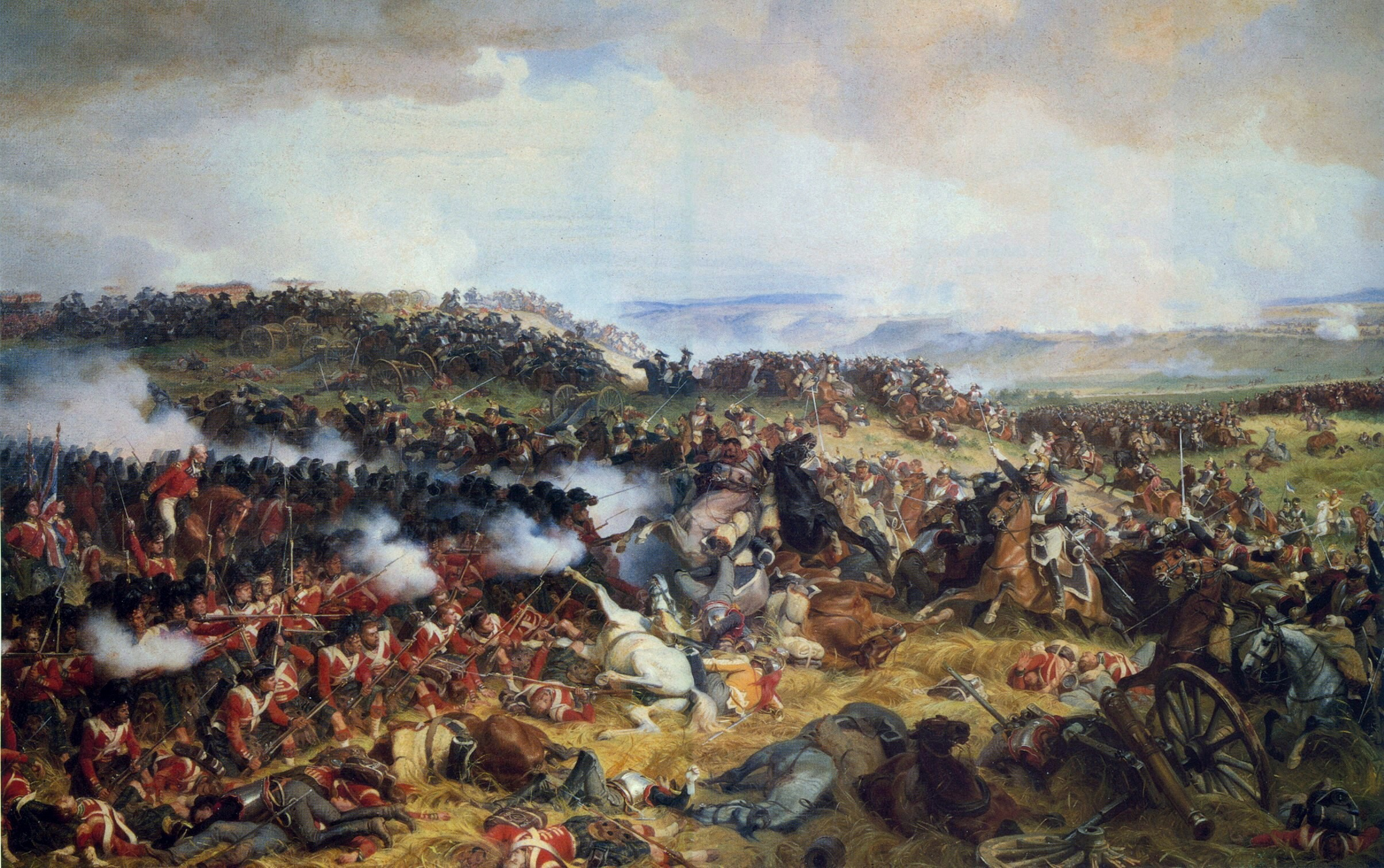
Cuộc tấn công của Thiết Kỵ binh Pháp vào đội hình ô vuông của quân Anh trong chiến dịch Waterloo. Tranh vẽ của họa sĩ Henri Félix Emmanuel Philippoteaux.

Khoảng trước 16 giờ một chút, Ney để ý thấy một sự di tản ở trung tâm của Wellington. Đó chỉ là sự di chuyển các thương binh, nhưng ông tưởng nhầm rằng liên quân đang rút lui, và muốn tận dụng chuyện này. Vì quân đoàn của d'Erlon đã thất bại, Ney chỉ có thể tổ chức đợt tấn công bằng kỵ binh, khi mà phần lớn bộ binh Pháp đang tham chiến ở Hougoumont hoặc tới phòng thủ cánh phải của quân Pháp (chống Phổ). Lực lượng của ông lúc đầu gồm quân đoàn kỵ binh dự bị của Milhaud và sư đoàn kỵ binh nhẹ của Lefebvre-Desnoëttes thuộc Đội Cận vệ Hoàng gia, sau đó được bổ sung thêm quân đoàn kỵ binh nặng của Tướng François Étienne de Kellermann và Guyot, tổng cộng khoảng 9.000 kỵ binh. Quân của Wellington phòng thủ bằng cách lập thành đội hình hình vuông. Mặc dù dễ bị phá bởi đại pháo hay bộ binh, đội hình hình vuông này có thể chống trả lại kỵ binh hiệu quả, khi mà nó không thể bị bọc sườn, và ngựa không thể đột kích xuyên qua hàng lưỡi lê. Pháo binh của liên quân được đặt vào trung tâm của đội hình hình vuông.
Những bộ binh Anh thuật lại là đã có 12 đợt tấn công, nhưng có vẻ như họ đã tính cả những đợt nhỏ trong cùng một đợt tấn công, vì vậy mà con số thực chắc chắn là nhỏ hơn nhiều. Kellerman nhận ra sự vô ích của đợt tấn công và cố giữ lữ đoàn bắn súng tinh nhuệ của ông lại, nhưng Ney đã kiên quyết tung họ vào trận. Một sĩ quan Anh đã ghi lại những cảm xúc của ông khi chứng kiến thế tấn công mạnh mẽ của quân Pháp.

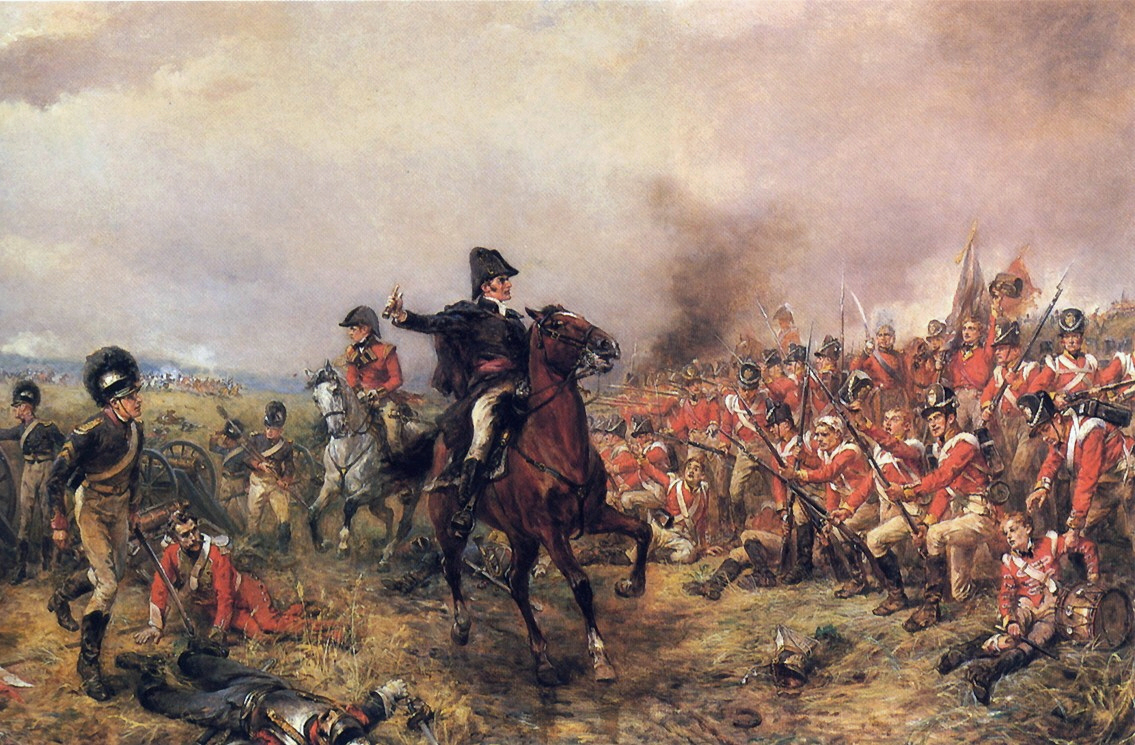
Tướng Wellington động viên các binh sĩ Anh ở Waterloo. Tranh vẽ của Robert Alexander Hillingford.

Một điều cốt lõi là thành bại của lối tiến quân kỵ binh với số lượng lớn này phụ thuộc vào sự khiếp sợ của đối phương. Nếu bộ binh có thể giữ vững được đội hình phòng thủ và không hoảng sợ thì kỵ binh cũng không gây được thiệt hại đáng kế gì. Thực ra thì nếu pháo binh Pháp có thể phá vỡ được hàng ngũ của các đội hình hình vuông này quân thì kỵ binh có thể xâm nhập và tiêu diệt chúng. Thế nhưng sự gắn kết giữa pháo binh và kỵ binh Pháp trong các đợt tấn công này là không tốt, khi mà pháo binh không tiến đủ gần để bắn hiệu quả. Quân Pháp bị chặn đứng bởi bộ binh Anh, những trận pháo kích của pháo binh Anh (buộc họ phải xuống đồi để tái hợp đội ngũ), và các cuộc phản công của lực lượng kỵ binh Anh còn sót lại. Sau nhiều đợt tấn công thì họ đã bị tổn thất đáng kể, và nhiều chỉ huy đã bị thương khi trực tiếp chỉ huy ở hàng đầu.
Cuối cùng thì Ney cũng hiểu rằng chỉ có quân kỵ binh không thì không làm được gì. Ông bắt đầu tổ chức một cuộc tấn công kết hợp, sử dụng sư đoàn Bachelu và trung đoàn của Tissot, thuộc quân đoàn II của Reille (khoảng 6.500 bộ binh). Cuộc đột kích này vẫn tiến theo đường cũ của các đợt tấn công vừa rồi. Uxbridge dẫn Lữ đoàn Gia đình tới ngăn họ lại, nhưng không phá vỡ được bộ binh Pháp, và phải rút lui với những thương vong từ súng của quân Pháp. Quân kết hợp kỵ binh-bộ binh của Pháp tiếp tục bị đánh chặn bởi pháo kích từ pháo binh và lữ đoàn bộ binh của Thiếu tướng Frederick Adam, và cuối cùng phải rút lui. Mặc dù trong đợt tấn công này thì kỵ binh Pháp ít gây được thương vong cho khu trung tâm của Wellington, những đợt pháo kích vào các đội hình hình vuông đã làm được chuyện đó. Tất cả kỵ binh của Wellington, ngoại trừ một lực lượng ở tận cùng phía trái, đều đã tham chiến ở mặt trận này và hứng chịu nhiều tổn thất. Tình thế nguy khốn lúc này của quân Anh khiến lữ đoàn kỵ binh hussar của Cumberland xứ Hanover đã tháo chạy khỏi chiến trường và chạy thẳng về Brussels, vừa chạy vừa loan tin cảnh báo.
Cũng cùng lúc với đợt tấn công kết hợp của Ney ở trung tâm, phần còn lại trong quân đoàn I của d'Erlon đã đánh chiếm được La Haye Sainte vào lúc 6 giờ chiều. Lúc này Ney hạ lệnh cho các khẩu pháo do ngựa kéo tiến về trung tâm của Wellington và bắt đầu pháo kích dữ dội vào các đội hình bộ binh hình vuông. Trung đoàn 27 bị tiêu diệt, còn trung đoàn 30 và 73 tổn thất nghiêm trọng và phải hợp cùng nhau để tạo thành một đội hình hình vuông mới có thể đứng vững được.
Mất La Haye Sainte, quân Anh lâm vào tình thế átt khó khăn, Tướng Wellington đã nói với Uxbridge rằng "có lẽ chúng ta đang thua trận". Về phía Pháp, vui mừng vì thành công, Napoléon đã vội bảo sĩ quan tùy tùng Soult viết thư báo về Paris báo cho dân chúng rằng quân Pháp đã chiến thắng.

### Quân Phổ tham chiến: các quân đoàn của Bülow và Zieten tấn công

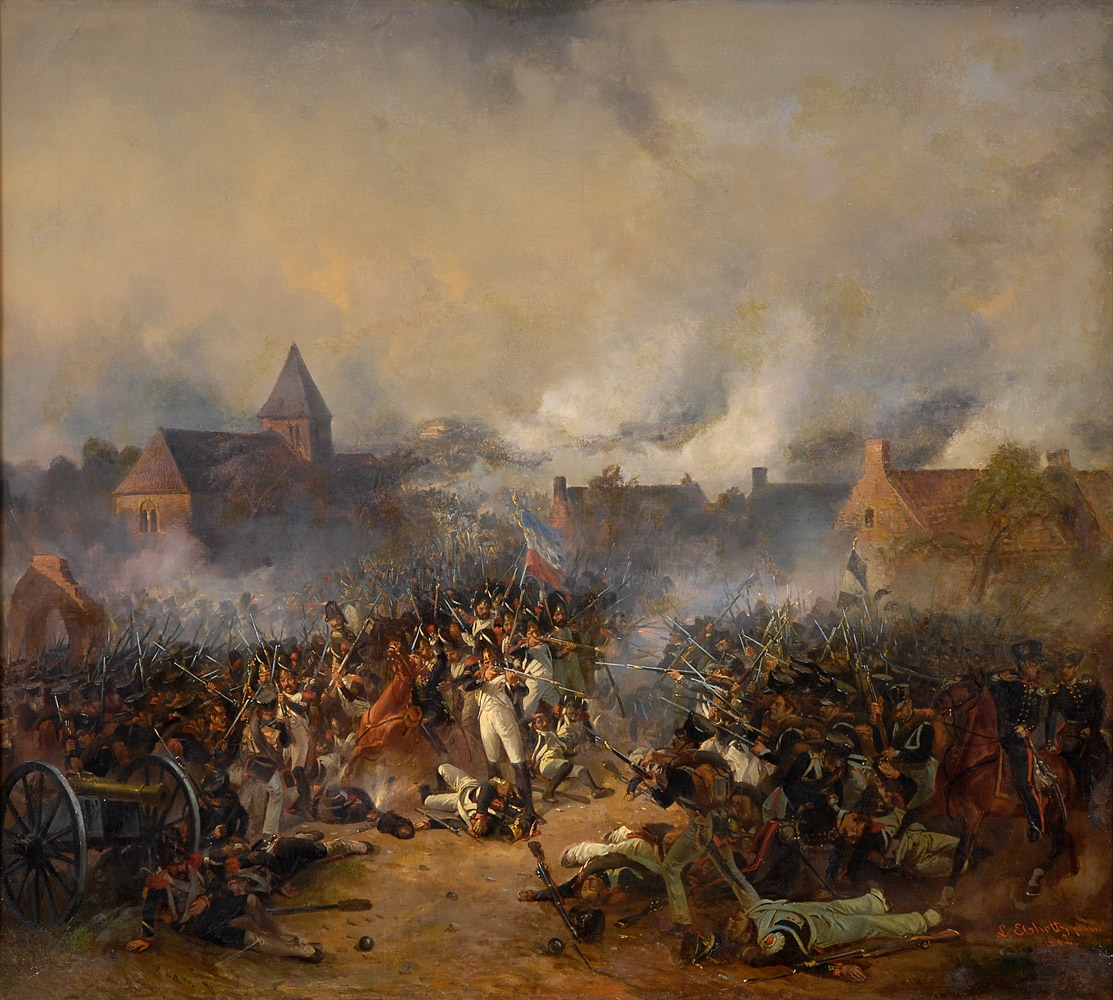
Quân đội Phổ tấn công quân Pháp (ở giữa) tại cứ điểm Plancenoit

Quân đoàn đầu tiên của Phổ tới tham chiến là quân đoàn IV của Bülow. Ông dự định tấn công Plancenoit để lấy nơi đây làm điểm tựa để đánh vào hậu quân Pháp. Kế hoạch của Blücher là sẽ chiếm Frichermont bằng cách sử dụng đường Bois de Paris. Blücher và Wellington đã liên lạc với nhau từ 10 giờ sáng và thống nhất việc quân Phổ sẽ tiến vào Frichermont nếu trung quân của Wellington bị tấn công. Bülow nhận thấy rằng con đường tới Plancenoit được để ngỏ và lúc đó là 16 giờ 30. Vào thời điểm mà kỵ binh Pháp ở trung tâm đang tấn công ác liệt nhất, lữ đoàn 15 thuộc quân đoàn IV của Phổ được cử tới để nối kết với lực lượng Nassau ở cánh trái Wellington ở Frichermont–La Haie, với một đội pháo do ngựa kéo và thêm một lữ đoàn pháo binh nữa triển khai ở phía trái của họ, để hỗ trợ.
Napoléon lúc này đã phái quân đoàn của Lobau đi ngăn cản Bülow. Lữ đoàn 15 Phổ đánh bật Lobau khỏi Frichermont rồi tiến lên cao điểm Frichermont, nã pháo vào quân Pháp, rồi sau đó tiến tới Plancenoit. Việc này làm Lobau phải rút lui về vùng xung quanh Plancenoit, nghĩa là phía sau cánh phải của đại quân Pháp, và đe dọa con đường duy nhất để rút lui của họ. Napoléon I tung cả tám tiểu đoàn Tân Cận vệ để tiếp viện Lobau, sau đó lại thêm hai tiểu đoàn cận vệ nữa. Quân Pháp tạm chiếm lại ngôi làng, trước khi 3 vạn quân sĩ Phổ dưới quyền quân đoàn IV của Bülow và quân đoàn II của Pirch kéo tới tấn công Plancenoit lần nữa. Cuộc giằng co ở đây vẫn còn tiếp diễn.
Cuối buổi chiều, quân đoàn I Phổ lớn mạnh của Zieten đã tới phía bắc La Haye. Ông định tiến quân về phía đại quân của Phổ gần Plancenoit, nhưng vị tướng Müffling dưới quyền Quận công Wellington khuyên ông nên tới hỗ trợ cho cánh trái của Wellington. Sự xuất hiện của Tướng Zieten giúp Wellington có thể rút bớt kỵ binh ở cánh trái qua hỗ trợ khu trung tâm. Sự xuất hiện của quân Phổ khiến thế trận đang có lợi cho Pháp đột ngột chuyển hướng. Quân của Napoléon giờ đây bị đối phương áp đảo về quân số với tỷ lệ 2 đánh 1, quân Pháp không thể đủ lực lượng để bảo vệ sườn đội hình chống đỡ các cuộc đột kích của quân Phổ.
Quân đoàn I của Phổ tấn công quân Pháp ở trước Papelotte, và tới 19 giờ 30 thế trận của quân Pháp đã bị bẻ cong thành móng ngựa, với các mốc là Hougoumont ở cánh trái, Plancenoit ở cánh phải và trung tâm ở La Haie. Quân Pháp của Durutte phải rút lui ra sau Smohain, sau đó tiếp tục bị quân tăng viện Phổ đánh lui. Lữ đoàn 13 và 15 của Phổ tới đánh bật hẳn quân Pháp khỏi Frichermont. Sư đoàn của Durutte lúc này phải tháo chạy, và quân đoàn I Phổ tiến chiếm tuyền đường Brussels, cũng là đường rút lui duy nhất của Pháp.

### Đợt tấn công của Đội Cận vệ của Hoàng đế

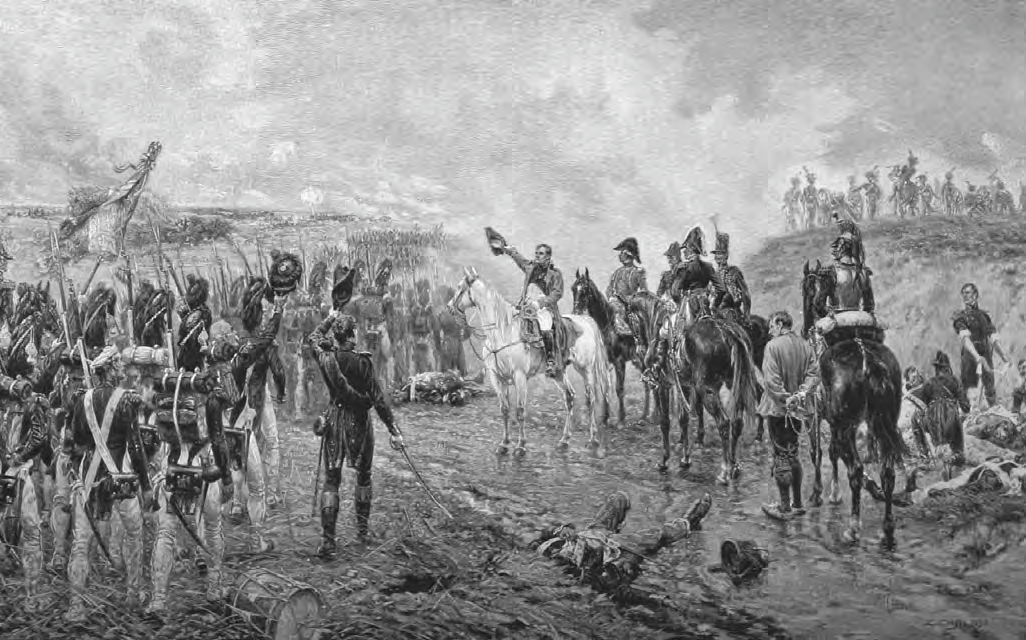
Napoléon nói chuyện với các Cận vệ trước khi họ xuất phát.

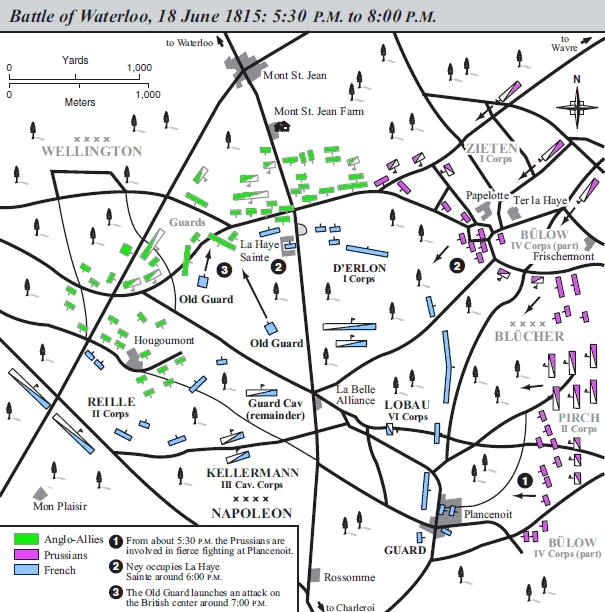
Tình hình từ lúc 17:30 tới 20:00

Lúc này, với việc trung tâm của Wellington đã sơ hở sau khi La Haye Sainte thất thủ và Plancenoit tạm thời cầm cự được, Napoléon đưa vào tham chiến đội dự bị cuối cùng của mình, và cũng là lực lượng thiện chiến nhất và chưa từng bị đánh bại, Đội Cận vệ của Hoàng đế (Garde impériale). Đợt tấn công vào lúc 19 giờ 30 này có nhiệm vụ phải phá vỡ trung tâm của Quận công Wellington và chia cắt ông khỏi quân Phổ. Mặc dù được nhắc tới nhiều trong lịch sử quân sự, việc có chính xác bao nhiêu đơn vị tham gia vào đợt tấn công này là chưa rõ. Ba tiểu đoàn Cựu Cận vệ (Vieille Garde) bám theo sau lực lượng này, nhưng chỉ đóng vai trò dự bị và không trực tiếp tấn công liên quân.
Vượt qua trận mưa đạn, ba nghìn quân Cận vệ tiến về phía tây La Haye Sainte và chia thành ba nhóm để tấn công. Một nhóm, bao gồm hai tiểu đoàn lính phóng lựu (Grenadier), đánh bại tiền quân của Wellington gồm quân Anh, Brunswick và Nassau để tiến lên. Sư đoàn kỵ binh Hà Lan còn sung sức của Chassé được lệnh tới tham chiến. Chassé nã pháo vào họ, nhưng không ngăn được bước tiến của các Cận vệ. Sử dụng ưu thế hơn người, ông cho quân tấn công và đẩy lui họ.
Ở phía tây, 1 nghìn rưỡi quân sĩ Anh do Thiếu tướng Peregrine Maitland chỉ huy nằm rạp xuống để tránh quân Pháp. Khi nhóm tấn công thứ hai của đội Cận vệ tới, họ đứng bật dậy để nã đạn xối xã vào quân địch, tiêu diệt được nhiều lính Pháp. Quân Pháp dàn ra để đánh trả, nhưng đã mất đội hình. Nhóm Cận vệ thứ ba tới hỗ trợ và đã đẩy lui được quân sĩ Anh, nhưng sau đó bị đánh bại khi Trung đoàn Khinh Bộ Binh 52 của Anh áp sát sườn và bắn nát quân thù. Những người còn sống trong đội Cận vệ bắt đầu rút chạy xuống đồi. Đó là lần đầu tiên, và cũng là lần duy nhất mà đội Cận vệ phải rút lui khi chưa có lệnh. Một sự hoảng sợ lan truyền khắp quân Pháp: "Đội Cận vệ rút lui rồi. Hãy tự cứu lấy mình!" ("La Garde recule. Sauve qui peut!"). Wellington lúc này đứng lên ra lệnh tổng tiến công. Quân của ông tiến lên và tấn công quân Pháp đang tháo chạy.
Hỏa pháo của quân Anh góp phần không nhỏ cho chiến thắng lớn của họ trước đội Cận vệ Đế chế Pháp. Các Cận vệ còn sống tập trung quanh ba tiểu đoàn dự bị ở nam La Haye Sainte, để đánh trận cuối cùng. Quân Đồng Minh tấn công và đẩy họ tháo chạy về hướng La Belle Alliance. Trong cuộc tháo chạy này, một vài Cận vệ đã được chiêu hàng, và tương truyền là họ đáp lại bằng câu nói nổi tiếng "Đội Cận vệ chết, nhưng không đầu hàng!" ("La Garde meurt, elle ne se rend pas!"). Có người cho rằng Tướng Pierre Cambronne đã nói câu này, dù sách khác viết ông đáp: "Chết tiệt". Thắng lợi của tướng sĩ Anh đánh bật đội Cựu Cận vệ của Napoléon I cũng thể hiện vai trò của lực lượng Kỵ binh Anh đối với chiến thắng lẫy lừng tại Waterloo.

### Quân Pháp tan vỡ
Quân đoàn II và IV của quân Phổ dồn sức để tấn công trọng điểm Plancenoit. Quân Pháp ở đây chiến đấu rất cố gắng nhưng rồi cũng phải thoái lui, và vị trí chiến lược này bị quân Phổ chiếm giữ. Để mất vị trí này cũng có nghĩa là trung tâm quân Pháp đã bị áp sát. Lúc này thì cả ba cánh phải, trái, và trung tâm của quân Pháp đều đã bại trận. Lực lượng duy nhất của quân Pháp còn chưa tan vỡ là hai tiểu đoàn Cựu Cận vệ ở La Belle Alliance, và các lực lượng dự bị cuối cùng bao gồm các vệ sĩ bảo vệ Napoléon. Ông hy vọng sẽ tái tập hợp quân Pháp đằng sau họ, nhưng khi cuộc tháo chạy biến thành sự hỗn loạn thì chính họ cũng phải rút lui, mỗi đội rút dần theo đội hình hình vuông để chống lại kỵ binh liên quân. Chấp nhận rằng trận đánh đã thất bại, Napoléon hiểu rằng ông phải rút đi. Lữ đoàn của Adam đánh vào lực lượng quân Pháp ở bên trái quán trọ La Belle Alliance, trong khi quân Phổ tấn công lực lượng còn lại.
Lúc hoàng hôn, hai đội hình vuông của quân Pháp dần bị đẩy lui, vẫn còn giữ được hàng ngũ, nhưng những khẩu pháo và tất cả những gì còn lại đều đã rơi vào tay sĩ tốt Đồng Minh. Xung quanh lực lượng Cận vệ này là hàng ngàn lính Pháp tháo chạy trong hỗn loạn. Kỵ binh liên quân truy đuổi quân địch tới tận 23 giờ, và cướp được cỗ xe của Napoléon với những viên kim cương mà sau này được đính lên vương miện của vua Phổ. 78 khẩu pháo bị liên quân thu giữ và 2 nghìn tù binh bị bắt sống, trong đó bao gồm cả nhiều tướng lĩnh Pháp. Những ghi chép của Ney đã miêu tả cảnh quân Pháp rút lui trong hỗn loạn, nhưng vẫn rất dũng cảm. Thực chất, xuyên suốt lịch sử thời kỳ cận đại, hiếm có đoàn quân hùng mạnh nào toàn những chiến binh tinh nhuệ, lại cùng một dân tộc, hết mực trung thành với chủ, mà lại tháo chạy một cách hết sức rối loạn như Quân đội Pháp sau đại bại tại Waterloo. Theo thông lệ, đoàn quân thoái lui hay được Hậu vệ yểm trợ, nhưng quân Pháp ở đây chỉ có bỏ chạy chứ không hề có cái gọi là rút lui. Trên chiến địa, không hề ai có ý tưởng tập hợp, chỉnh đốn lại hàng ngũ. Hai tướng lãnh tối cao của Liên minh là Blücher và Wellington gặp nhau trong đêm tối, chào mừng nhau như những người chiến thắng. Trong khi ấy, một số lượng lớn binh sĩ đào ngũ khiến cho tàn binh Pháp càng thêm lâm vào thảm cảnh.

## Kết cục

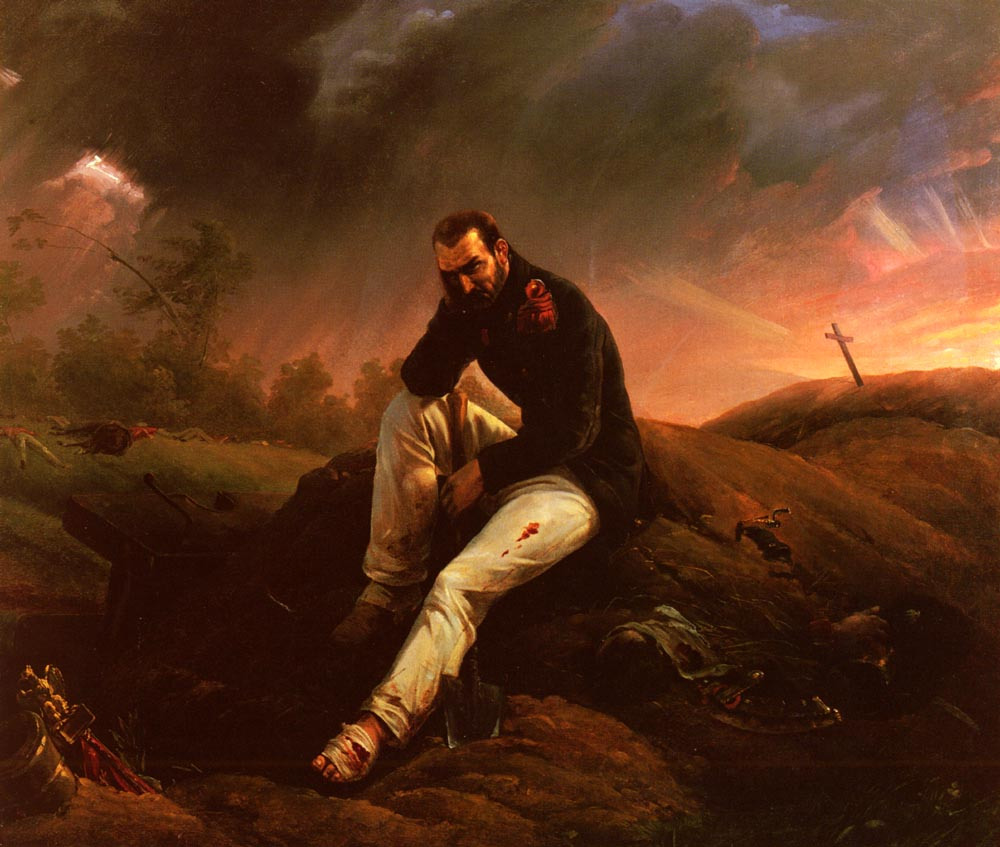
Người lính phóng lựu Pháp cuối cùng sau trận Waterloo. Tranh vẽ của Horace Vernet.

Napoléon phải thoái vị lần hai vào ngày 24 tháng 6. Vào ngày 3 tháng 7 năm 1815, phát huy đại thắng ở Waterloo, quân Đồng minh đã chiếm cứ được thủ đô Paris, định đoạt cho cuộc chiến mà trận Waterloo là một phần lớn của nó. Ngoài ra, thành Peronne, Cambray cũng rất nhiều pháo đài khác của Pháp đã thất thủ. Hiệp ước Paris được ký vào ngày 20 tháng 11 năm 1815. Louis XVIII được trở lại ngai vàng, còn Napoléon phải lưu đày tới đảo Saint Helena, nơi ông qua đời vào năm 1821. Và phần các tướng lĩnh Pháp, một số ít quay trở lại phục vụ cho Louis XVIII, còn lại hầu hết đều bị hành quyết vì tội phản quốc. Vị Tư lệnh quân Phổ là Thống chế Blücher yêu cầu trừng phạt thật nặng Pháp sau trận Waterloo nhưng phần lớn đề nghị của ông bị từ chối. Vốn đã dĩ già yếu và thanh thế lẫy lừng, ông lặng lẽ cáo lui. Còn vị tướng thắng trận Wellington sau đó đã trở thành Thủ tướng Anh. Và thắng lợi tại Waterloo cũng được xem là chiến thắng cuối cùng trong suốt sự nghiệp hùng tráng của ông. Ông đã làm nên chiến thắng quyết định thứ hai của nước Anh trong những cuộc chiến tranh của Napoléon I, đó là đại thắng tại trận Waterloo này (sau chiến thắng vang dội của Đô đốc Horatio Nelson trong Trận hải chiến Trafalgar vào năm 1805).
Napoléon thoái vị … quân Đồng minh tiến thẳng vào Paris … Vậy nên Pháp đã sụp đổ theo đúng kiểu của Phổ hồi năm 1806, sau một cuộc chiến chẳng lâu dài chi. Tình hình sẽ rất khác nếu như Napoléon thắng trận; quân Đồng minh, với phần lớn các chiến binh chưa hề tham chiến, đều phải lao vào tác chiến. Tuy vậy, chế độ cai trị của Napoléon lệ thuộc vào quân đội chiến trận chính của ông và niềm vinh hiển của ông. Dựa theo những gốc gác dễ tan vỡ và giờ đã yếu đi như vậy, nó đã nhanh chóng sụp đổ.
—Jeremy Black, trong sách War in the nineteenth century: 1800-1914
Đây được coi là một thắng lợi quyết định, cho dầu Quận công Wellington gọi là "a near run thing" (tạm dịch là: "một trò ú tim"). Sử gia Peter Hofschröer viết rằng Wellington và Blücher đã gặp nhau ở Genappe vào lúc 22 giờ, đánh dấu kết thúc của trận chiến. Vài nguồn khác cho rằng cuộc gặp mặt diễn ra vào lúc 21 giờ gần trụ sở chỉ huy của Napoléon, quán trọ La Belle Alliance. Tổn thất của Wellington là 15.000, còn tổn thất của Blücher là 7.000. Nhưng theo nhà sử học quân sự nổi tiếng nước Anh là Jeremy Black thì quân Anh có 16.200 người chết, 69.700 thương binh và binh sĩ mất tích, chiếm khoảng 23% tổng lực lượng của họ. Black cũng ghi nhận rằng quân Phổ mất 7 nghìn binh sĩ, khoảng 14% tổng lực. Napoléon mất 25.000 quân, và 8.000 quân bị bắt làm tù binh. Nhưng theo Jeremy Black thì quân lực của Napoléon I có tới 31 nghìn tử sĩ và thương binh, ngoài ra còn có thêm vài ngàn binh sĩ bị liên quân bắt giữ nữa. Đại thắng tại Waterloo trở thành một chiến thắng tiêu biểu cho dân tộc Anh hào hùng. Đối với nước Pháp thất trận, chiến bại quyết định ở Waterloo mở đường cho cái huyền thoại la guerre nationale và nền văn hóa thua trận (culture of defeat) mang tính chất chính trị gắn liền với cả quốc gia này trong suốt hai thế kỷ sau. Sự đổ vỡ của sức mạnh quân sự của Pháp trong trận Waterloo là quá ư hoàn chỉnh, bản thân Napoléon I cũng hiểu rõ.
Chiến bại này khiến không có gì không được quyết định trong tương lai, do chiến thắng đã mở đường mọi sự. Cuộc chiến mở đầu và kết thúc chỉ trong một trận đánh.
—Alphonse de Lamartine
Đối với vị Hoàng đế chiến bại Napoléon I, đêm ngày 18 tháng 6 năm 1815 là một cơn ác mộng. Ông không thể nào tập hợp trở lại đoàn quân rệu rã của mình. Ông ta tới Quatre-Bras vào lúc một giờ sáng và nghỉ ngơi tại đó. Viên sĩ quan tùy tòng của Thống chế Soult tháp tùng Napoléon I đằng sau những ánh lửa trại, có kể lại; "Trên khuôn mặt buồn nản của Ngài, với vẻ tái nhợt tái nhạt, chả có sự cao hứng chi, chỉ có những giọt lệ". Mặt khác, chính "văn hóa sùng bái" của người Pháp đối với trận chiến Waterloo là do Napoléon I khai lập. Trong tuyên cáo của ông, viết khoảng một hai ngày gì đó sau chiến bại thê thảm, ông miêu tả cuộc giao chiến "thật huy hoàng, nhưng thật tai họa cho binh tướng Pháp". Nhưng trong thâm tâm, trận thua này là nỗi sầu thảm của ông, do ông không thể tin được rằng biết bao nhiêu là đợt tiến công đẫm máu lại chấm dứt với sự tháo chạy toán loạn của tàn binh Pháp. Với chiến bại nặng nề, ông đã không thể nào giữ nổi ngôi Hoàng đế nước Pháp. Và, ông không bao giờ để cho người ta biết những gì đã xảy ra ở Waterloo. Đó không phải là sai lầm của ai hết, mà là sai lầm của chính bản thân ông.

## Đánh giá
Tướng Antoine-Henri Jomini, một trong những tác giả hàng đầu chuyên viết về các cuộc chiến của Napoléon, đã đưa ra bốn nguyên nhân rất có sức thuyết phục để diễn giải về thất bại của Napoléon ở Waterloo. Chúng bao gồm sự tiếp viện kịp thời và khả năng phối hợp tốt của quân Phổ (được giúp sức bởi quyết định hành quân sai lầm của phía Pháp), sự vững chắc đáng khâm phục của bộ binh Anh cùng sự bình tĩnh và tự tin của các tướng lĩnh, thời tiết xấu đã làm đất nhão ra khiến những đòn tấn công quyết định của quân Pháp bị trì hoãn và chỉ được tung ra vào lúc 13 giờ, và cách tiến quân sai lầm của quân đoàn đầu tiên bên phía Pháp.
Theo sử gia quân sự Jeremy Black, một điều đáng chú ý là những binh sĩ kém cỏi trong quân lực của Wellington cũng đã chiến đấu xuất sắc trong trận huyết chiến này, khiến mọi đợt công kích của quân Pháp đều bị đại bại. Ngoài ra, bản thân vị danh tướng thắng trận là Quận công Wellington cũng hiểu rõ sức chiến đấu hiệu quả của lực lượng bộ binh của ông. Trong Chiến dịch Waterloo này, một lần khi được hỏi rằng nhân tố quyết định cho chiến thắng sẽ là gì, ông trỏ tay vào một người lính bộ binh Anh và nói: "Đây, mọi sự đều phụ thuộc vào việc chúng ta có nên sử dụng cái này hay không. Cho Ta đủ nó, và Ta tin chắc". Điều ấy thể hiện lòng tin cẩn của ông vào binh sĩ tốt, như một nhân tố chủ yếu để tất thắng. Trong khi ấy, ông ít đề cao các quân chủng khác hơn. Nhưng mặt khác, lực lượng kỵ binh Anh cũng có cống hiến lớn lao, khiến lực lượng quân Anh đánh bật được các đợt công kích của bộ binh Pháp. Trong khi kỵ binh của Quận công Wellington thể hiện tốt thì Napoléon I từ sau thất bại thảm hại trong chiến dịch nước Nga (1812) đã thiếu thốn đội Kỵ binh tinh nhuệ. Cũng giống như binh tướng của nhà vua Friedrich II của Phổ (tức Friedrich Đại Đế) trong trận Leuthen hồi năm 1757, các binh sĩ của Wellington trong trận huyết chiến tại Waterloo đã thực hiện kỷ luật rất chuẩn mực. Và ông cũng được xem là đã thể hiện khả năng đáng kể ở Waterloo khi bố trí quân chủ lực của mình đằng sau các ngọn đồi và cao nguyên thuận lợi, giúp họ tránh được hỏa lực dữ dội của quân Pháp, và ông chỉ tung ra chiến địa khi bộ binh và kỵ binh Pháp kéo đến. Nhiều người khen ngợi chiến thắng huy hoàng tại Waterloo, cùng với những thắng lợi của Wellington trong cuộc Chiến tranh Bán đảo Tây - Bồ như điển hình của sự hiệu quả của các tuyến quân.
Vốn từ trước thảm bại ở Waterloo, Napoléon I trong các trận đánh ban đầu tại Ligny và Quatre Bras đã hoàn toàn thất bại trong việc đạt được mục tiêu của mình là phân rẽ quân Liên minh thứ bảy. Kịch bản này lặp lại thất bại hoàn toàn của ông hồi các năm 1813 - 1814. Chiến thắng huy hoàng của quân Đồng minh trong trận đánh Waterloo trở thành một phiên bản ngược cho Trận Marengo (1802), một trong những chiến thắng vẻ vang của Napoléon I thời kỳ đầu. Ông không thể nào có biện pháp gì chống chọi với vị trí phòng ngự vững chắc của danh tướng Wellington. Dù đã chiến đấu quả cảm, quân lính Pháp đại bại trước sự kháng trả hết mực anh dũng, ngoan cường của lực lượng bộ binh Anh. Quân lực của Napoléon I đã mất đi sự gắn bó trong những ngày huy hoàng đầu tiên của mình, song họ còn có những sai lầm chiến thuật to lớn. Họ thiếu sự hợp tác giữa hai binh chủng bộ binh và kỵ binh thật vững chắc, khiến từng lực lượng của họ đều bị sơ hở. Và trong khi quân Anh liên tiếp đánh bại các đợt công kích mãnh liệt của quân Pháp, quân Phổ bằng những cơn mưa pháo khủng khiếp ở sườn phải của quân Pháp đã định đoạt cho sự đại bại của quân Pháp.
Sự quyết đoán Blücher cũng đóng vai trò thiết yếu cho chiến thắng Waterloo, theo cuốn The Waterloo Campaign: June 1815 của tác giả Albert A. Nofi. Thêm nữa, trong trận này, Napoléon lại không có mưu kế nào hay, mà lại dựa hơi vào những đợt công kích trực diện, giống như trong Trận Borodino đẫm máu hồi năm 1812 trong cuộc Chiến tranh Pháp-Nga. Điều đó khiến trận đánh trở thành một cuộc chiến dai dẳng, với thiệt hại nặng nề cho quân Pháp. Mặc dù cũng chính kiểu trận đánh tiêu hao đó đem lại thắng lợi lớn cho Napoléon trong Trận Wagram (1809), Wellington có ấn tượng rất nhỏ với tài nghệ của ông trong thảm họa Waterloo của Hoàng đế Pháp, và gọi Napoléon là "cái máy giã" (a pounder). Ngoài ra, chiến thắng huy hoàng tại Waterloo đã khắc họa sâu sắc thiên tài của Quận công Wellington. Trận huyết chiến phòng vệ này vẻ vang hơn bất kỳ một trận đánh nào khác của ông, góp phần đưa ông trở thành một tên tuổi lừng lẫy trên toàn cõi châu Âu. Và sự cứu viện đúng lúc của các chiến binh Phổ cũng chứng tỏ sự suy tệ của khả năng chiến dịch của quân Pháp, do Napoléon đã hoàn toàn không thể tách rời hai đoàn quân của thù địch.

## Ý nghĩa trận đánh

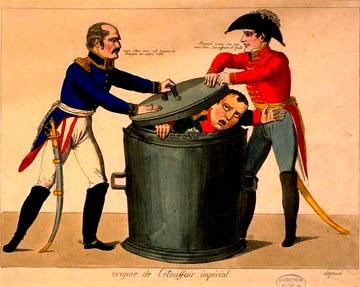
Tranh biếm họa năm 1815 nói về chiến thắng của Blucher và Wellington trước Napoleon

Các liệt cường ở châu Âu lục địa đều phải kính nể danh tướng Wellington bởi vì ông đã đại thắng Napoléon trong một trận quyết chiến lừng lẫy. Theo tác giả Haythornthwaite, dĩ nhiên, sự cứu viện kịp thời của Quân đội Phổ đóng vai trò định đoạt cho chiến thắng oanh liệt của ông, nhưng dầu sao chăng nữa thì ông cũng xứng đáng trở thành người hủy diệt cuối cùng của Napoléon và là vị anh hùng sáng chói của nước Anh. Chính sự chống trả ác liệt của ông đã mở đường cho quân Phổ đến kịp. Sau chiến thắng vinh quang, dần dần từ một vị chiến tướng kỳ tài, ông trở thành một biểu tượng cao đẹp của đất nước Anh. Lòng quả cảm, và rắn chắc như sắt đá của ông mang lại đại thắng huy hoàng, gợi lại những thắng lợi hiển hách của ông trong những ngày tháng chiến đấu cam go chống quân Pháp ở bán đảo Tây-Bồ. Trận ác chiến tại Waterloo là một trận chiến có ý nghĩa quyết định trong lịch sử. Nó đánh dấu kết thúc cho một loạt những cuộc chiến tranh đã khiến châu Âu rối loạn trong hơn 25 năm, kể từ sau Cách mạng Pháp năm 1789. Không những là thắng lợi quyết định chấm dứt vĩnh viễn kế hoạch tái lập nền Đệ nhất Đế chế Pháp, nó cũng đã chấm dứt binh nghiệp và sự nghiệp chính trị của Napoléon Bonaparte, một trong các tướng lãnh và chính trị gia vĩ đại nhất trong lịch sử. Vương triều Một Trăm Ngày của ông mở đầu với thắng lợi, đã chấm dứt bằng chiến bại thảm hại tại Waterloo, làm đoàn binh của ông bất thình lình lâm vào thảm cảnh "bèo dạt mây trôi". Trong lịch sử châu Âu, thời đại của Napoléon đến đây là chấm dứt. Điều đó thể hiện sự hoàn hảo và quyết định của đại thắng tại Waterloo, như một chiến thắng huy hoàng, đối với mục tiêu của phe Đồng minh. Cuối cùng, với tiền đề vững chắc, nó đã bắt đầu nửa thế kỷ hòa bình ở châu Âu, cho tới trước khi cuộc Chiến tranh Krym bùng nổ. Sử gia Edward Creasy xếp trận Waterloo vào trong danh sách 15 trận chiến có ý nghĩa quan trọng nhất trong lịch sử (từ Trận Marathon đến trận Waterloo). Và, tính cho đến giữa thế kỷ thứ XIX, đây là trận chiến lớn cuối cùng mà các binh sĩ Anh hùng dũng, kỷ cương chiến đấu trên lục địa châu Âu. Tính quyết định của trận thắng này có thể so sánh với Trận Sedan vào năm 1870 đã đặt dấu chấm hết cho sự nghiệp của Hoàng đế Napoléon III. Cùng với đại thắng của khối Liên minh thứ sáu trong trận Leipzig hồi năm 1813, chiến thắng quyết định tại Waterloo đánh dấu một trong hai thất bại thảm hại nhất trong suốt cuộc đời của Napoléon.
Tuy Wellington là vị danh tướng đã lập nhiều chiến công vang lừng tại Tây Ban Nha, chiến thắng nghìn thu của ông tại Waterloo trở thành một trận thắng hiển hách hơn cả của ông. Cuốn sách The Reader's Companion to Military History, cũng xếp trận đánh Waterloo vào danh sách 10 trận chiến trên bộ quan trọng nhất, cũng với những cuộc thư hùng đẫm máu như Trận Châlons (451), Trận Gettysburg (1863), Trận sông Marne lần thứ nhất (1914),… hay Trận Normandie (1944). Nhà chính trị Anh Winston Churchill cũng coi chiến thắng Waterloom cùng với Trận Crécy (1346), Trận Höchstädt lần thứ hai (1704) và cuộc tấn công cuối cùng vào mùa hè năm 1918 trong Chiến tranh thế giới thứ nhất là "bốn thành tích lớn nhất của Quân đội Anh". Theo nhà sử học quân sự người Mỹ nổi tiếng Trevor Nevitt Dupuy, Napoléon thường có thói quen là tiêu diệt từng đạo quân một của đối phương có quân số đông đảo hơn. Cả Chiến dịch đầu tiên của ông - Trận Montenotte, và Chiến dịch cuối cùng là Trận Waterloo đều khắc họa rõ rệt điều đó. Napoléon Bonaparte đã thất bại tại trận Waterloo là do sai lầm mang tính chiến lược của ông và các bộ tướng của ông. Trận chiến Waterloo trở thành một sự kiện quyết định cho số phận của nước Pháp. Nước Anh, với chiến thắng rạng rỡ tại Waterloo, đã vững tồn và vươn lên thành một trong những liệt cường chính yếu của thế giới trong suốt thế kỷ thứ XIX. Do đóng vai trò trung tâm trong chiến thắng quyết định của khối Liên minh trước Napoléon, do chiến công rực rỡ của ông tại Waterloo, trong công cuộc chiếm đóng nước Pháp trong suốt từ năm 1815 cho tới năm 1818, Wellington trở thành Tổng tư lệnh của lực lượng Đồng minh.
Với chiến thắng hiển hách của khối Liên minh thứ bảy trong trận Waterloo, cuộc Chiến tranh Trăm Năm thứ hai giữa Đế quốc Anh và Pháp mở đầu từ năm 1689 đã chấm dứt. Nền hòa bình châu Âu trở nên thành quả của sự hợp tác thành công và thắng lợi của hai liệt cường châu Âu khi ấy là Anh và Phổ. Trong suốt thời kỳ hòa bình, các chiến binh Anh Quốc và Đức vẫn luôn kỷ niệm chiến thắng vinh quang, huy hoàng của họ, qua đó xem ra nhờ họ mà châu Âu được độc lập tự do, thoát khỏi nạn xâm lược và ách bá quyền của vị Hoàng đế tài năng và đầy tham vọng Napoléon. Trận thắng tại Waterloo góp phần mở đường cho Vương quốc Phổ hoàn tất công cuộc nhất thống nước Đức. Do trận đánh này mà từ "Waterloo" trở thành một từ lóng trong tiếng Anh, có nghĩa là "thất bại". Chẳng hạn, thắng lợi của Liên bang miền Bắc trong trận Gettysburg được xem là một "Waterloo" của Liên minh miền Nam thời Nội chiến Hoa Kỳ, hoặc có tài liệu xem thất bại ở trận Stalingrad (1943) thời Chiến tranh thế giới thứ hai là một "Waterloo" của Lãnh tụ Đức Quốc xã (Führer) Adolf Hitler.. Mặt khác, tuy chiến thắng oanh liệt tại Waterloo có ý nghĩa thật to lớn, quyết định, chiến thắng vẻ vang của quân Liên minh thứ sáu ở trận Leipzig hồi năm 1813 vẫn là một thắng lợi lâu dài, đẫm máu và quyết định hơn. Không những là thất bại ê chề của Napoléon, chiến thắng to lớn ở Leipzig còn tạo điều kiện cho các Liên minh chống Pháp nắm chắc thế thượng phong và dĩ nhiên là dẫn đến chiến thắng huy hoàng ở Waterloo. Ngày hôm nay, tiếng vang của trận tranh hùng long trời lở đất tại Waterloo vẫn còn vang động trong con tim của nước Anh và những người yêu thích nước Anh. Và, tại Rostock (Đức), người ta đã gầy dựng một đài tưởng niệm hùng tráng nhằm tỏ lòng nhớ ơn vị danh tướng Blücher đã mang lại cho nước Phổ thắng lợi vinh quang này. Mặt khác, sự thật rằng danh tướng Wellington đánh thắng Napoléon đã nhấn mạnh sự khác biệt giữa thất bại của Pháp và những chiến thắng của Anh và Nga khi ấy. Đúng vào năm 1815, trong khi Anh Quốc thắng trận, Napoléon phải ra hàng một chiến hạm của Anh Quốc, Nga hoàng Aleksandr I tổ chức lễ kỷ niệm lần thứ ba ngày diễn ra trận Borodino, bằng lễ duyệt binh 15 vạn quân lính Nga ở hướng Đông thành Paris. Nước Anh và Nga đã chi phối cả phương Tây trong suốt thời kỳ ấy.

## Trận Waterloo trong âm nhạc
Bài hát Waterloo của nhóm nhạc ABBA (Thụy Điển) (1974)